# 重要文化財

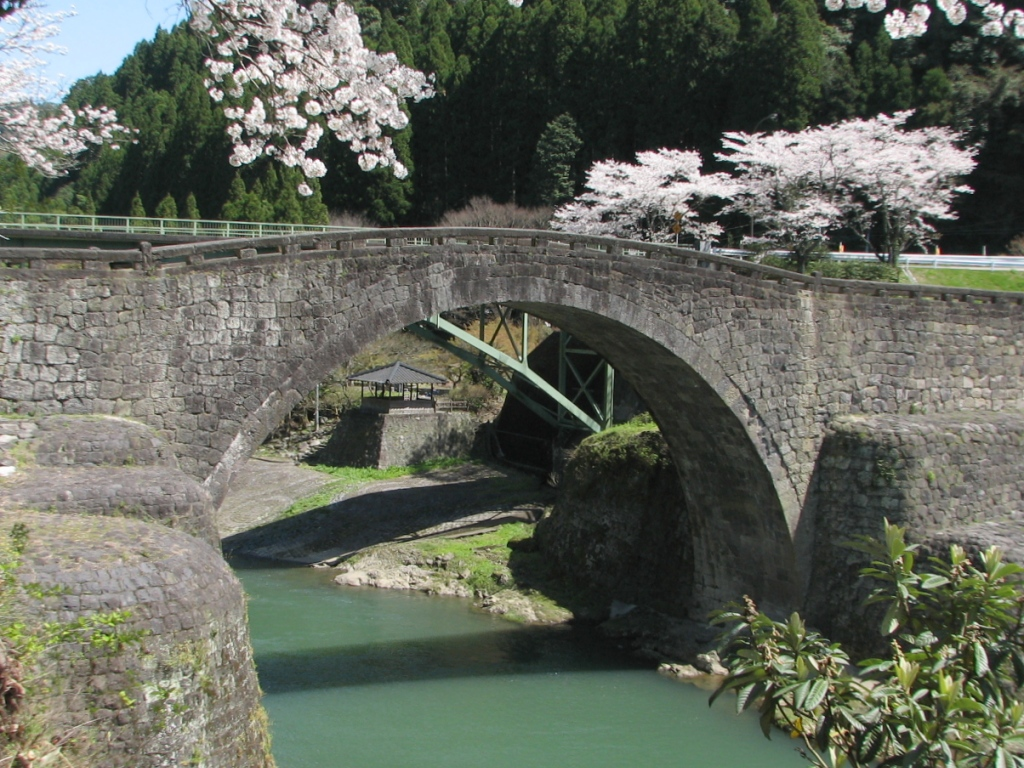
建造物の例（霊台橋 熊本県下益城郡美里町）

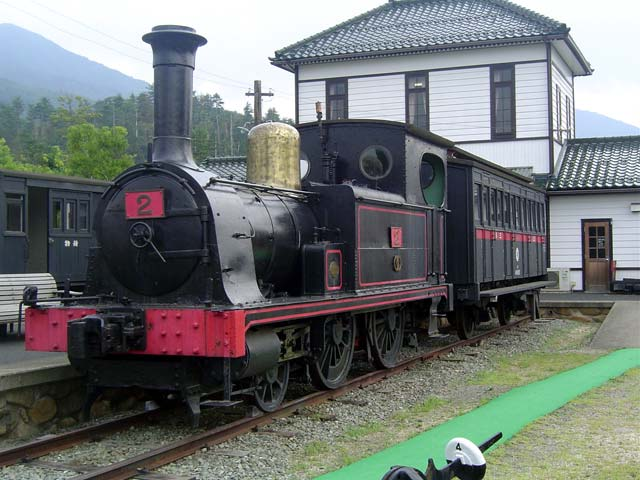
歴史資料の例（123号機関車　京都府与謝野町（加悦鉄道資料館））

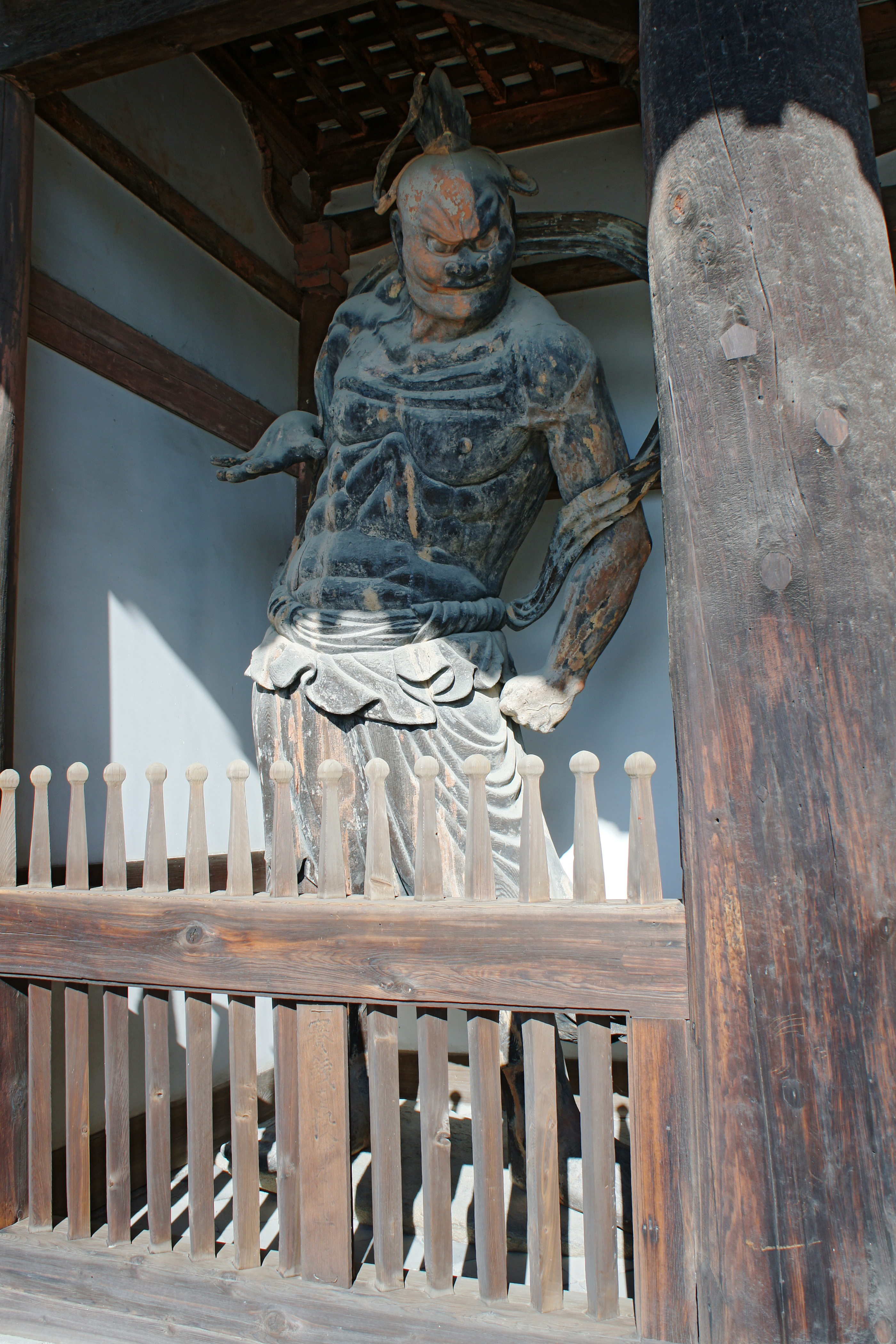
彫刻の例（塑造金剛力士立像 法隆寺蔵）

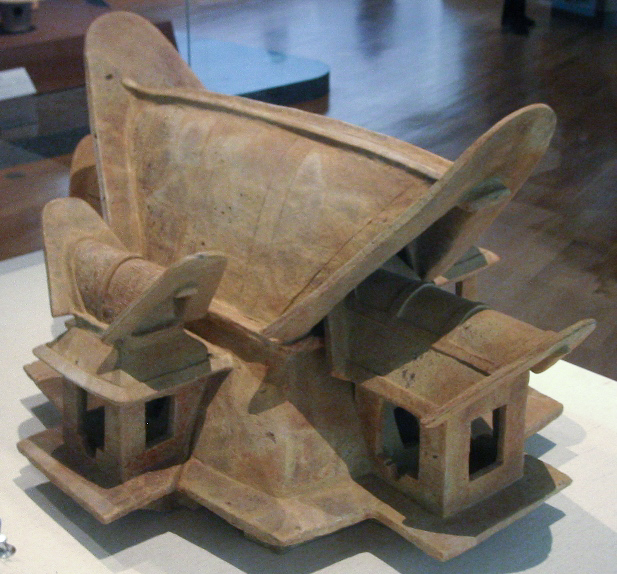
考古資料の例（埴輪子持家　東京国立博物館蔵）

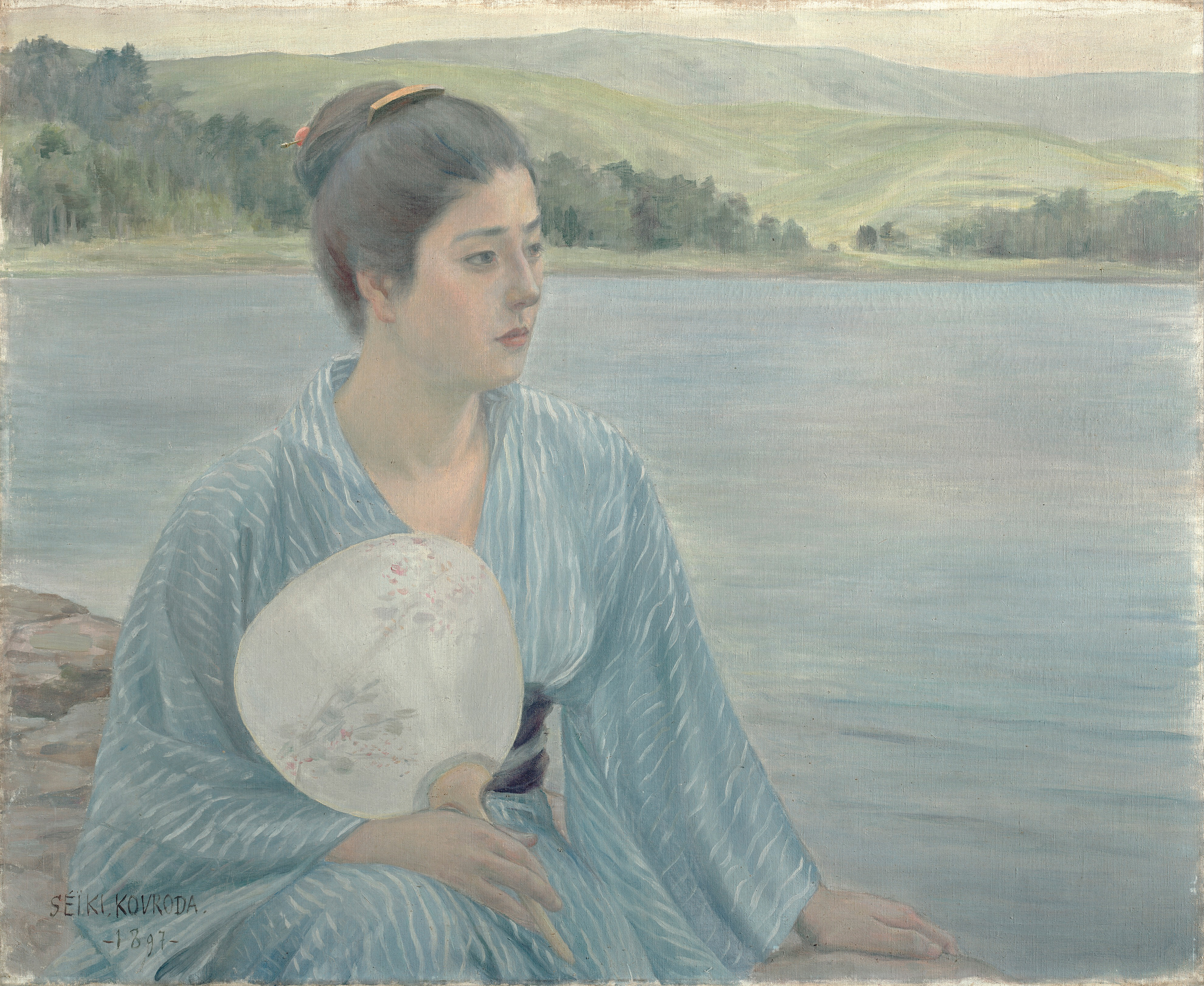
絵画の例（黒田清輝筆「湖畔」）

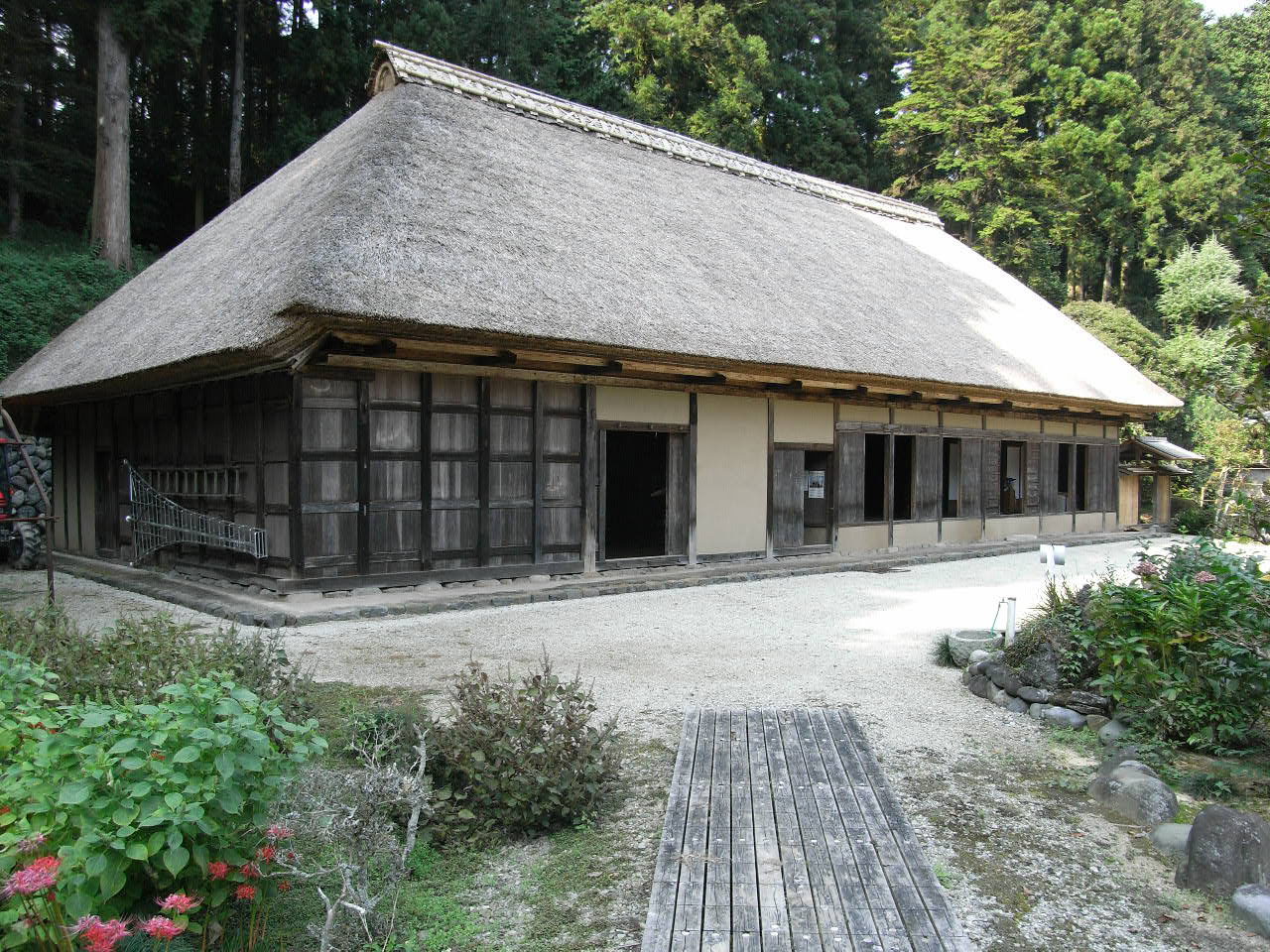
建造物（民家）の例:荒井家住宅（栃木県矢板市）

重要文化財（じゅうようぶんかざい）は、日本に所在する建造物、美術工芸品、考古資料、歴史資料等の有形文化財のうち、歴史上・芸術上の価値の高いもの、または学術的に価値の高いものとして文化財保護法に基づき日本国政府（文部科学大臣）が指定した文化財を指す。略称は重文（じゅうぶん）。文化庁による英語表記はImportant Cultural Properties。
文化庁は毎年、国宝・重要文化財（建造物）や重要伝統的建造物群保存地区内の伝統的建造物などの保存修理事業に対し、補助を行っており、「修理現場から文化力」という萌黄色のロゴマークを作成し、2007年（平成19年）6月以降、保存修理の現場公開事業や、保存修理に関する普及・広報活動などで使用している。
日本の地方公共団体（都道府県、市町村）がそれぞれの文化財保護条例に基いて指定する有形文化財も「県指定重要文化財」「市指定重要文化財」等と呼ばれる場合があるが、文化財保護法が規定する「重要文化財」は国（日本国文部科学大臣）が指定した有形文化財を指す。本項では特記なき限り、文化財保護法第27条の規定に基づき日本国（文部科学大臣）が指定した重要文化財（いわゆる「国の重要文化財」）について記述する。

## 「重要文化財」の語義

### 「文化財」と「重要文化財」
「文化財」とは、国や地方自治体の指定・選定・登録の有無に関わらず有形無形の文化的遺産全般を指す用語である。文化財保護法では「文化財」を「有形文化財」「無形文化財」「民俗文化財」「記念物（史跡、名勝、天然記念物）」「文化的景観」「伝統的建造物群」の6つのカテゴリーに分類している（同法第2条第1項）が、このうちの「有形文化財」に該当するもので、国（文部科学大臣）によって指定されたものを「重要文化財」と呼んでいる（同法第27条第1項）。
上述のように、法令・行政用語としての「重要文化財」は国の指定を受けた文化財全般を指す用語ではなく、国指定の有形文化財のみを指す用語である点に注意を要する。似通った用語として「重要無形文化財」「重要有形民俗文化財」「重要無形民俗文化財」などがあるがこれらはいずれも「重要文化財」とは別個のカテゴリーであり、たとえば「重要有形民俗文化財」を略して「重要文化財」と呼ぶことは適切でない。

### 国宝と重要文化財
文部科学大臣は、重要文化財のうち「世界文化の見地から価値の高いもので、たぐいない国民の宝たるもの」（文化財保護法第27条）を国宝に指定することができる。「国宝及び重要文化財指定基準」（昭和26年文化財保護委員会告示第2号）によれば、重要文化財のうち「製作が極めて優れ、かつ、文化史的意義の特に深いもの」「学術的価値が極めて高く、かつ、歴史上極めて意義の深いもの」を国宝に指定することができる。法的には国宝も重要文化財の一種である。
なお、1950年（昭和25年）の文化財保護法施行以前の旧制度下では、現在の「重要文化財」に相当するものがすべて「国宝」と称されていたので混同しないよう注意を要する。

### 都道府県・市町村指定の有形文化財
文化財保護法の規定により、地方公共団体（都道府県・市町村）は国指定の文化財以外の文化財について「当該地方公共団体の区域内に存するもののうち重要なものを指定して、その保存及び活用のため必要な措置を講ずることができる」とされている（同法第182条第2項）。これに基づき各都道府県・市町村ではそれぞれ文化財保護条例を定め、有形・無形の文化財の指定を行っている。これらの文化財については「○○県指定文化財」「○○市指定文化財」などと表記され、国指定の文化財と区別されている。
都道府県・市町村指定の有形文化財については「東京都指定有形文化財」のように「有形文化財」と呼称するケースが多いが、同様の文化財を青森県では「青森県重宝」、長野県では「長野県宝」、鳥取県では「鳥取県指定保護文化財」と呼称するなど一定しておらず、どのように呼称するかは各自治体の文化財保護条例で個々に規定している。47都道府県のうち福島、群馬、神奈川、岐阜、岡山、広島、佐賀の各県では県条例によって指定した有形文化財を「○○県指定重要文化財」と呼称しており、国の指定した重要文化財と混同しないよう注意を要する。なお、都道府県や市町村指定の文化財と区別するため観光案内書等では「国重要文化財」「国重文」等の表現がしばしば使われるが、これらは正式の用語ではなく、文化財保護法に基づき国が指定した有形文化財は正式には「重要文化財」という。

## 文化財保護法と重要文化財

### 指定手続の概要
重要文化財指定候補物件については文化庁で事前調査を行い、文部科学大臣は文化審議会に指定すべき物件について諮問する。文化審議会文化財分科会による審議・議決を経て、文化審議会は文部科学大臣に対し重要文化財に指定するよう答申を行う。文部科学大臣はこれを受けて指定物件の名称、所有者等を官報に告示するとともに当該重要文化財の所有者には指定書を交付する（文化財保護法27条、28条、153条）。法的には、文部科学大臣によって指定の事実が官報に告示された日から重要文化財の指定は効力を発する。なお、指定は「国宝及び重要文化財指定基準」に基づいて行われる。

### 所有者の義務等
重要文化財の指定、管理、保護、公開等については、文化財保護法第3章「有形文化財」の第1節「重要文化財」（第27 – 第56条）に規定されている。ここでは重要文化財の日本国外への輸出禁止が明記され（第44条）、重要文化財の現状変更には文化庁長官の許可を要することとされている。
重要文化財の所有者には、文化財保護法、関係法令及び文化庁長官の指示に従い、当該重要文化財を管理する義務があり（第31条）、重要文化財の所有者や所在が変更した場合には文化庁長官へ届け出る義務がある（第32条、第34条）。重要文化財の修理及び公開は所有者が行うものとされているが（第34条の2、第47条の2）、所有者が管理や修理に要する費用を負担できない等、特別の事情がある場合は、政府から補助金を交付できるものと定めている（第35条）。
重要文化財は譲渡についても一定の制限がある。すなわち、重要文化財の所有者が当該重要文化財を有償で他へ譲渡しようとする時は、まず文化庁長官へ売り渡しの申し出をすることとされている（第46条）。一方、重要文化財の所有・譲渡・相続・贈与については、固定資産税、所得税、相続税、贈与税などの非課税や減免などの優遇措置が講じられている（租税特別措置法第34条、第40条の2など）。
一方で、競売による所有権移転については、想定外のこととして、規制の対象になっていない。たとえば2009年（平成21年）5月に円満院（滋賀県大津市）の重文指定の建物が競売にかけられる事態が起こっている。この件について、文化庁は「重文が競売で所有権が移転するのは好ましくない」とのコメントを出しており、何らかの規制が必要と考えられる。

## 指定制度の沿革

### 古器旧物保存方
古器旧物
日本における最初の文化財関連法令と見なされるのは1871年（明治4年）の太政官布告「古器旧物保存方」（こききゅうぶつほぞんかた）である。この布告に基づいて近畿地方を中心とした社寺等に提出させた「古器旧物」の目録を元に、翌1872年（明治5年）5月から10月にかけて日本初の文化財調査とされる壬申検査が実施された。ちなみに「壬申」は1872年（明治5年）の干支であり、「検査」は現代日本語の「調査」に相当する。この壬申検査には文部官僚の町田久成（東京国立博物館の初代館長）、蜷川式胤のほか、油絵画家の高橋由一、写真師の横山松三郎らが記録係として同行した。
宝物
1888年（明治21年）には宮内省に臨時全国宝物取調局が設置された。局長は後に国立博物館総長となる九鬼隆一であり、係官には近代日本美術史に大きな足跡を残した岡倉覚三（天心）やアーネスト・フェノロサも名を連ねていた。ここで言う「宝物」は文化財保護法における「美術工芸品」に相当し、有形文化財のうち建造物を除いたものである。

### 古社寺保存法
国宝（旧国宝）および特別保護建造物
こうした調査の結果をふまえ、1897年（明治30年）に古社寺保存法が制定され日本初の文化財指定が行われた。1897年（明治30年）12月28日付け官報に初の指定告示が掲載され国宝155件、特別保護建造物44件が指定された。古社寺保存法における国宝および特別保護建造物は、文化財保護法における「重要文化財」に相当する。古社寺保存法はその名のとおり社寺所有の建造物および宝物をその対象としており、同法による国宝および特別保護建造物の指定は保存修理等のために国庫から保存金を支出すべき物件のリスト化という意味合いが強かった。

### 国宝保存法
国宝（旧国宝）
その後1929年（昭和4年）、古社寺保存法に代わって「国宝保存法」が制定された。この法律では、従来の古社寺保存法が社寺所有の物件だけを指定の対象としていたのに対し、国、地方自治体、法人、個人などの所有品も国宝の指定対象となった。また、特別保護建造物の名称を廃止して建造物についても国宝と称することになった。
この法律が制定された背景には、各地の城郭の荒廃や旧大名家の所蔵品の散逸などが懸念されたことがあった。国宝保存法に基づき、1930年（昭和5年）には東京の徳川家霊廟（個人の所有）、名古屋城（名古屋市の所有）などが国宝に指定され、翌1931年（昭和6年）には東京美術学校（現・東京藝術大学）保管の絵画等（所有者は国）が国宝に指定された。国宝保存法による指定は、第二次世界大戦中の1944年（昭和19年）まで継続されたが翌1945年（昭和20年）から指定作業は一時中断し、終戦後は1949年（昭和24年）に2回（2月と5月）の指定が行われたのみである。

### 文化財保護法
重要文化財
1950年（昭和25年）、従来の「国宝保存法」、「史蹟名勝天然紀念物保存法」、重要美術品を認定した「重要美術品等ノ保存ニ関スル法律」を統合する形で「文化財保護法」が制定された。この法律制定のきっかけは、その前年に発生した法隆寺金堂の火災と壁画の損傷であったことは広く知られている。この法律の公布により、従来の「宝物」に代わって「文化財」「重要文化財」の語が初めて公式に使われるようになった。また、従来、法律による保護の対象となっていなかった無形文化財の選定制度が盛り込まれるなど、当時としては画期的な法律であった。
旧法の「国宝」から重要文化財へ
1897年（明治30年）から1949年（昭和24年）までの間に、古社寺保存法および国宝保存法に基づいて「国宝」に指定された物件は火災で焼失したもの等を除き、宝物類（美術工芸品）5,824件、建造物1,059件であった。これらの物件がいわゆる「旧国宝」であり、これらの物件すべては文化財保護法施行の日である1950年（昭和25年）8月29日をもって、同法に規定する「重要文化財」となった。そして、「重要文化財」のうちで日本文化史上特に貴重なものがあらためて「国宝」に指定されることになった。つまり、1950年（昭和25年）以前と以後とでは法律上の「国宝」という用語の意味が異なっており、旧法の「国宝」は文化財保護法上の「重要文化財」に相当する（文化財保護法付則第3条）。この点の混同を避けるため、文化財保護法上の「国宝」を「新国宝」と俗称することもある。いずれにしても、第二次世界大戦以前には「国宝」であったものが戦後「重要文化財」に「格下げ」されたと解釈するのは誤りである。

## 重要文化財の件数

### 重要文化財の指定件数
重要文化財は建造物の部と美術工芸品の部の大きく2つに分かれ、美術工芸品の部はさらに絵画、彫刻、工芸品、書跡・典籍、古文書、考古資料、歴史資料の7部門に分かれている。指定件数は以下のとおりである。
- 建造物－2,582件5,497棟（うち国宝231件295棟）（2024年（令和6年）11月1日時点）[8]

- 美術工芸品－10,910件（うち国宝912件）（2024年（令和6年）11月1日時点）[8]
  - 絵画－2,063件（うち国宝166件）
  - 彫刻－2,737件（うち国宝141件）
  - 工芸品－2,481件（うち国宝254件）
  - 書跡・典籍－1,933件（うち国宝235件）
  - 古文書－794件（うち国宝63件）
  - 考古資料－666件（うち国宝50件）
  - 歴史資料－236件（うち国宝3件）

都道府県別指定件数（建造物と美術工芸品の合算）
1.東京都 2,862件　2.京都府 2,220件　3.奈良県 1,337件　4.滋賀県 834件　5.大阪府 684件
（2024年11月1日現在）

### 重要文化財の所在不明件数
2024年（令和6年）8月時点の文化庁の調査結果により、2014年7月時点で国宝を含む重要文化財に指定されていた美術工芸品10,524件のうち、個人所有者の転居・死亡・社寺などからの盗難などにより所在不明と判明したものが135件（国宝0件）、追加確認が必要なものが36件（国宝0件）となっている。所在不明135件のうち文化財種別件数では、工芸品71件（うち刀剣65件、うち盗難5件）、書籍・典籍22件（うち盗難1件）、彫刻15件（うち盗難12件）、絵画15件（うち盗難6件）、古文書10件（うち盗難3件）、考古資料2件（うち盗難1件）で、理由別件数では、所有者転居40件、所有者死去33件、盗難28件、売却9件、法人解散2件、その他23件だった。このうち1950年（昭和25年）の文化財保護法制定以前に所在不明になったのが96件、以後が39件であった。文化庁は2024年8月時点で所在不明になっている重要文化財の詳細を公表している。

## 参考事項

### 管理団体
文化財保護法は「重要文化財につき、所有者が判明しない場合又は所有者若しくは管理責任者による管理が著しく困難若しくは不適当であると明らかに認められる場合には、文化庁長官は、適当な地方公共団体その他の法人を指定して、当該重要文化財の保有のため必要な管理（中略）を行わせることができる」と規定している（同法第32条の2）。この規定に基づいて指定された法人を当該重要文化財の「管理団体」と称する。管理団体が指定されている例としては次のようなものがある。
- 国が所有する城郭について地元自治体が管理団体に指定されているもの（例：姫路城は、所有者は国、管理団体は姫路市）
- 集落の共有物とされている仏像、石塔などについて、地元自治体が管理団体に指定されているもの
- 無住の社寺が所有者となっている仏堂、仏像などについて、近隣の別の社寺や地元自治体が管理団体に指定されているもの

特異な例としては栃木県日光市所在の「経蔵」と「本地堂」の場合がある。これら2棟については日光東照宮と輪王寺のいずれに帰属する建物であるか決着がついていないため、財団法人日光社寺文化財保存会が管理団体に指定されている。

### 指定解除
文化財保護法第29条には「国宝又は重要文化財が国宝又は重要文化財としての価値を失つた場合その他特殊の事由があるときは、文部科学大臣は、国宝又は重要文化財の指定を解除することができる」との規定がある。この規定によって重要文化財の指定を解除されたものの大部分は火災によって焼失したものである。焼失以外の事由によって指定を解除された例としては次のものがある。
- 1961年（昭和36年）4月10日付けで陶器3件が重要文化財の指定を解除された。これらは鎌倉時代の古瀬戸の優品として指定されたが、科学的調査の結果、現代の作品であることが判明したもの（別項「永仁の壺事件」を参照）。
- 1982年（昭和57年）4月15日付けで縄文時代の深鉢形土器1件が重要文化財の指定を解除された。土器自体は縄文時代の作品であったがこの土器の特色とされた口縁部の蛇形装飾の把手がオリジナルではなく、推定復元であることが判明したため指定を解除されたものである。

## 指定対象の多様化

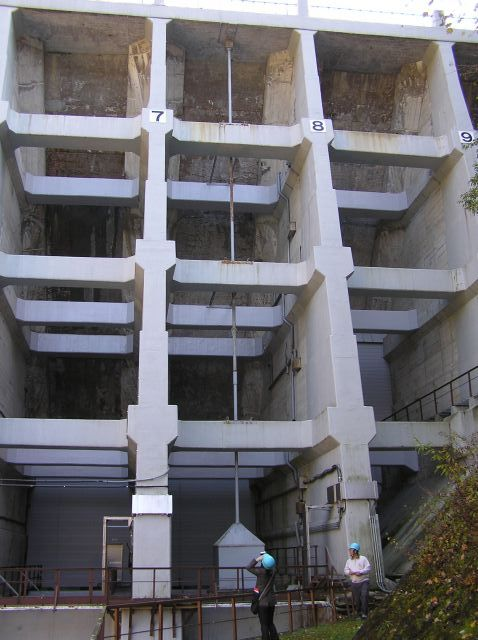
近代建造物の例（丸沼堰堤）

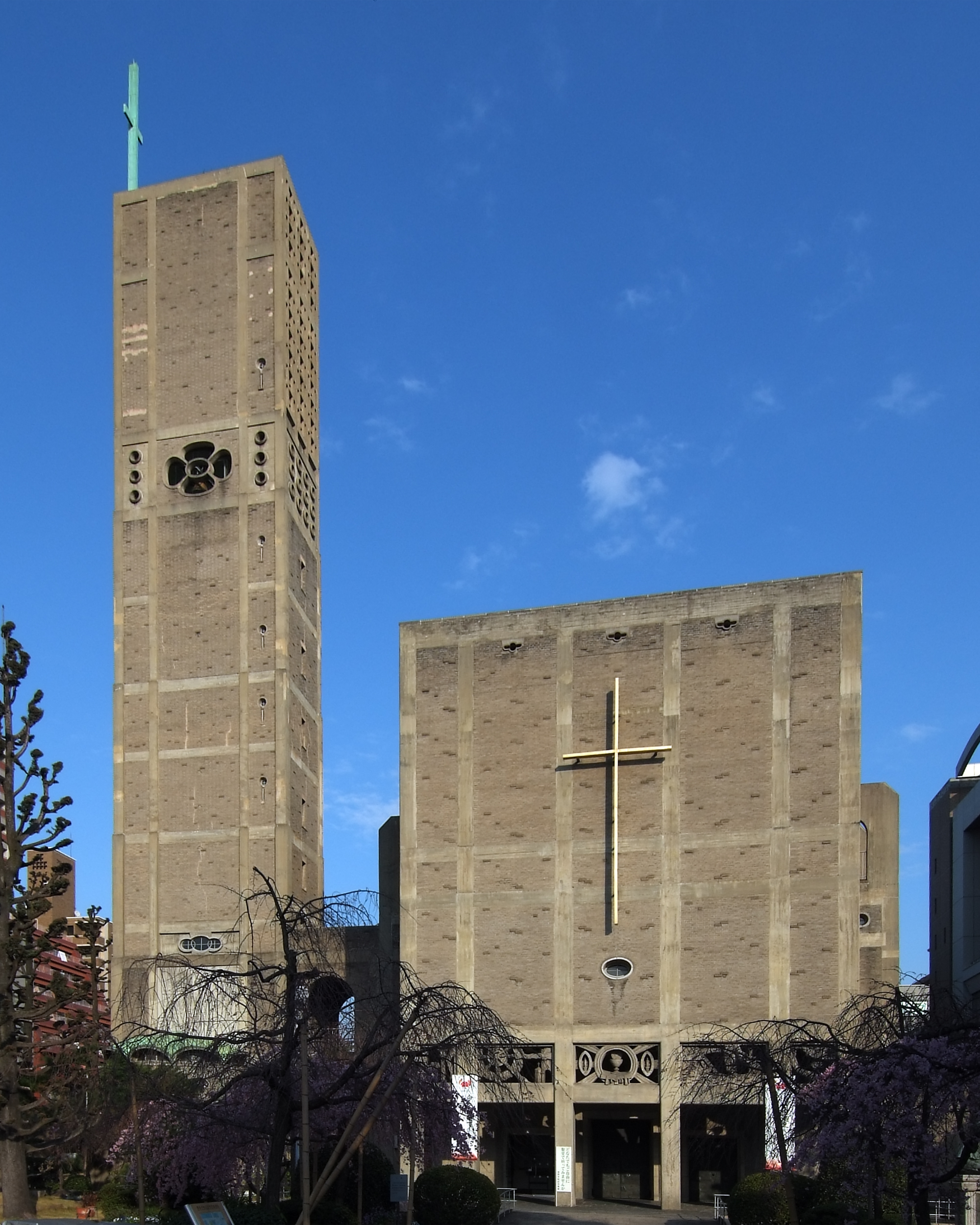
近代建造物の例（世界平和記念聖堂）

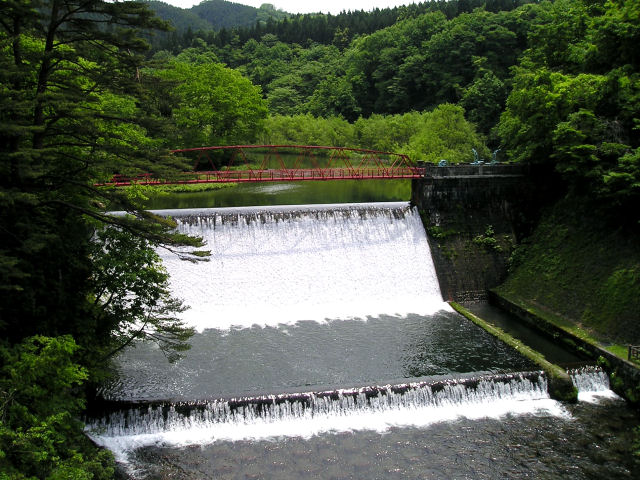
近代建造物（土木遺産）の例（藤倉水源地水道施設）

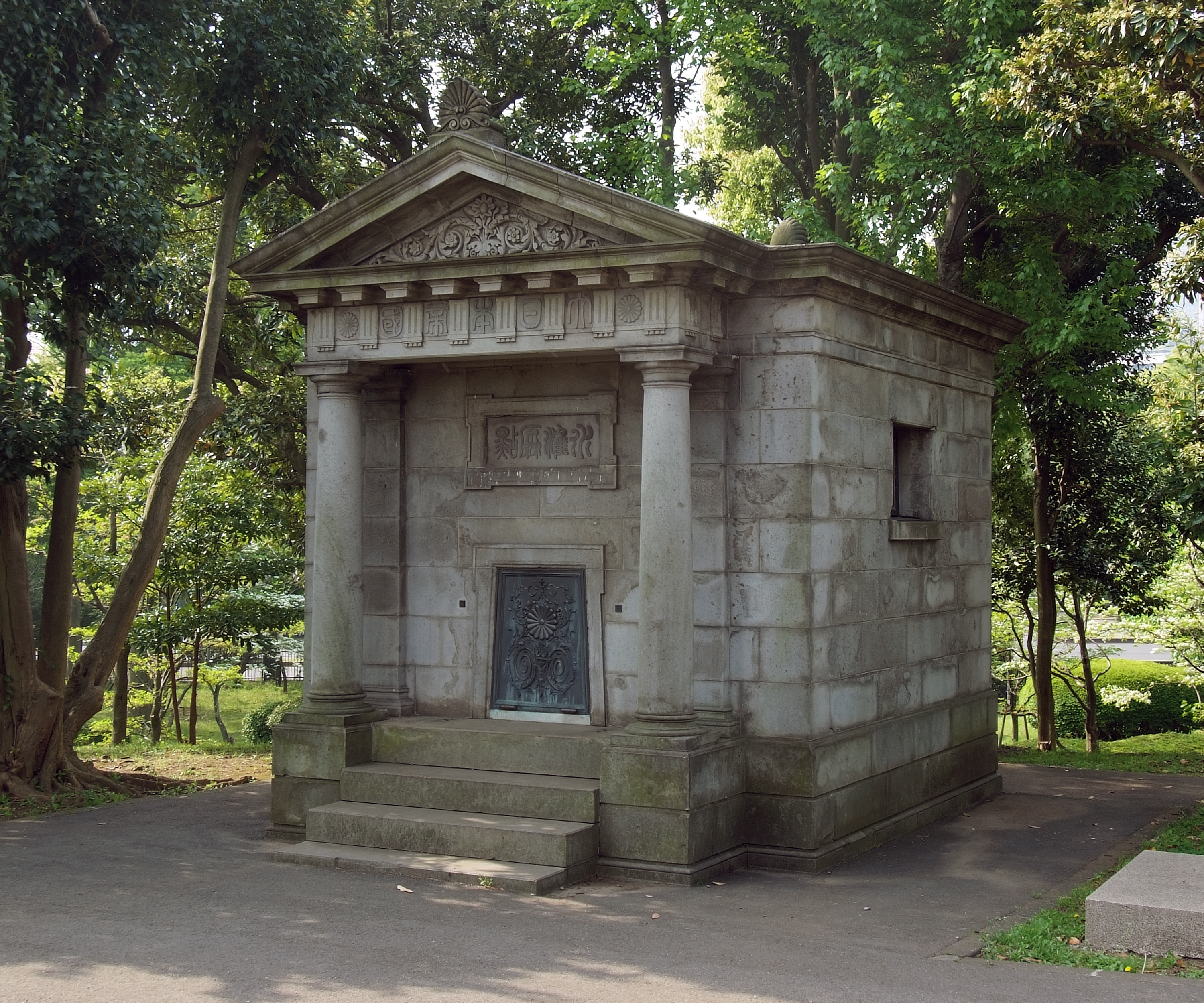
近代建造物（土木遺産）の例（日本水準原点標庫）

### 近代の美術工芸品の指定
絵画
近代の作品は1955年（昭和30年）に狩野芳崖の『悲母観音』と『不動明王』、橋本雅邦の『白雲紅樹』が指定されたのが最初で、以後、日本画・洋画ともに多くの作家の作品が指定されている。昭和期の作品としては速水御舟の『名樹散椿図』が1977年（昭和52年）に指定されたのが最初であった。
彫刻
近代の作品は1967年（昭和42年）に荻原碌山の作品『女』が指定されたのが最初である。明治初期に来日し、工部美術学校で彫刻を指導したイタリア人ヴィンチェンツォ・ラグーザの作品も指定されている。鋳造作品の場合、鋳造されたものではなく石膏原型が重要文化財に指定されている。
工芸品
近代の作品は2001年（平成13年）に鋳造家・鈴木長吉の「銅鷲置物」が指定されたのが最初である。陶磁器では板谷波山と宮川香山の作品が2002年（平成14年）に指定されたのが最初であった。

### 近代の建造物の指定
概観
明治以降の建造物については、厳島神社の大鳥居（1875年・明治8年建立）が1899年（明治32年）に指定された例、和洋折衷建築である石川県・尾山神社の神門（1875年・明治8年建立）が1935年（昭和10年）に指定された例などがあるが、近代の洋風建築が指定の対象とされるのは、戦後の文化財保護法の時代になってからである。近代洋風建築でもっとも早く指定された事例は旧造幣寮鋳造所正面玄関と泉布観（ともに大阪府）で、ともに1956年（昭和31年）に指定された。住宅建築では旧ハッサム住宅（1961年指定）、旧岩崎家住宅（1961年指定）、宗教建築ではニコライ堂（1962年指定）、宝山寺獅子閣（1961年指定）などが早い時期に指定された例である
1974年（昭和49年）に初めて鉄筋コンクリート建造物として重要文化財に指定されたのは旧山邑家住宅（ヨドコウ迎賓館・芦屋市、フランク・ロイド・ライト設計、1924年（大正13年）竣工）。大正期の建造物としても初の指定で、築後わずか50年でその価値が認められたことになる。昭和期の建造物として最初に重要文化財に指定されたのは明治生命保険相互会社本社本館（岡田信一郎設計、1934年（昭和9年）竣工）で、1997年（平成9年）に指定されている。また2006年（平成18年）、原爆犠牲者を弔い世界平和を祈念するための教会堂世界平和記念聖堂（村野藤吾設計、1954年（昭和29年）8月竣工）と広島平和記念公園の中心施設広島平和記念資料館（丹下健三設計、1955年（昭和30年）8月開館）が、戦後建築としては初めての重要文化財指定となった。船舶としては唯一、1978年（昭和53年）に明治丸が指定された。
産業・交通・土木遺産
明治時代以降の日本の近代化に寄与してきた産業・交通・土木関連の建造物、具体的には炭鉱、発電所、ダム、水源地、運河、鉄道施設、港湾施設などが、20世紀末頃から文化財の新たなジャンルとして着目されるようになった。文化庁ではこれらを「近代化遺産」と名付け、1993年（平成5年）から「建造物の部」の重要文化財の指定対象となっている。1993年（平成5年）度に指定されたのは秋田市の「藤倉水源地水道施設」と群馬県の「碓氷峠鉄道施設」の2件であった。「藤倉水源地水道施設」についてはダム、貯水池、沈殿池などの施設と土地が、「碓氷峠鉄道施設」については連続する橋梁やトンネルに加え発電所などの付属施設と土地が併せて指定されており、単体の建造物としての橋梁やトンネルではなくシステム全体が保存の対象となっている。「近代化遺産」は、重要文化財建造物の指定件数統計においても他の建造物とは区別してカウントされ、他の建造物が「棟」単位で数えられるのに対し、近代化遺産については、システム全体を重視した「構」（かまえ）という単位呼称が用いられていた。近代化遺産は2003年12月に指定された「舞鶴旧鎮守府水道施設」まで17件（17構）が指定されたが、2005年度からは指定件数統計において「近代化遺産」という分類名称は使用されなくなり、前述の17件は「近代 産業・交通・土木」というジャンルに分類されている。「一構」という単位呼称も用いられなくなり、ダムやトンネルなどについては「一所」、橋梁については「一基」という単位呼称が用いられている。2009年12月08日には海軍の建設による竪坑櫓が指定された。1985年頃から調査研究が始められ、始めは志免町から当時の所有者新エネルギー産業技術総合開発機構へ、負の遺産として｢早く解体をして欲しい｣と訴えられており、調査も非常に難航をしていた。

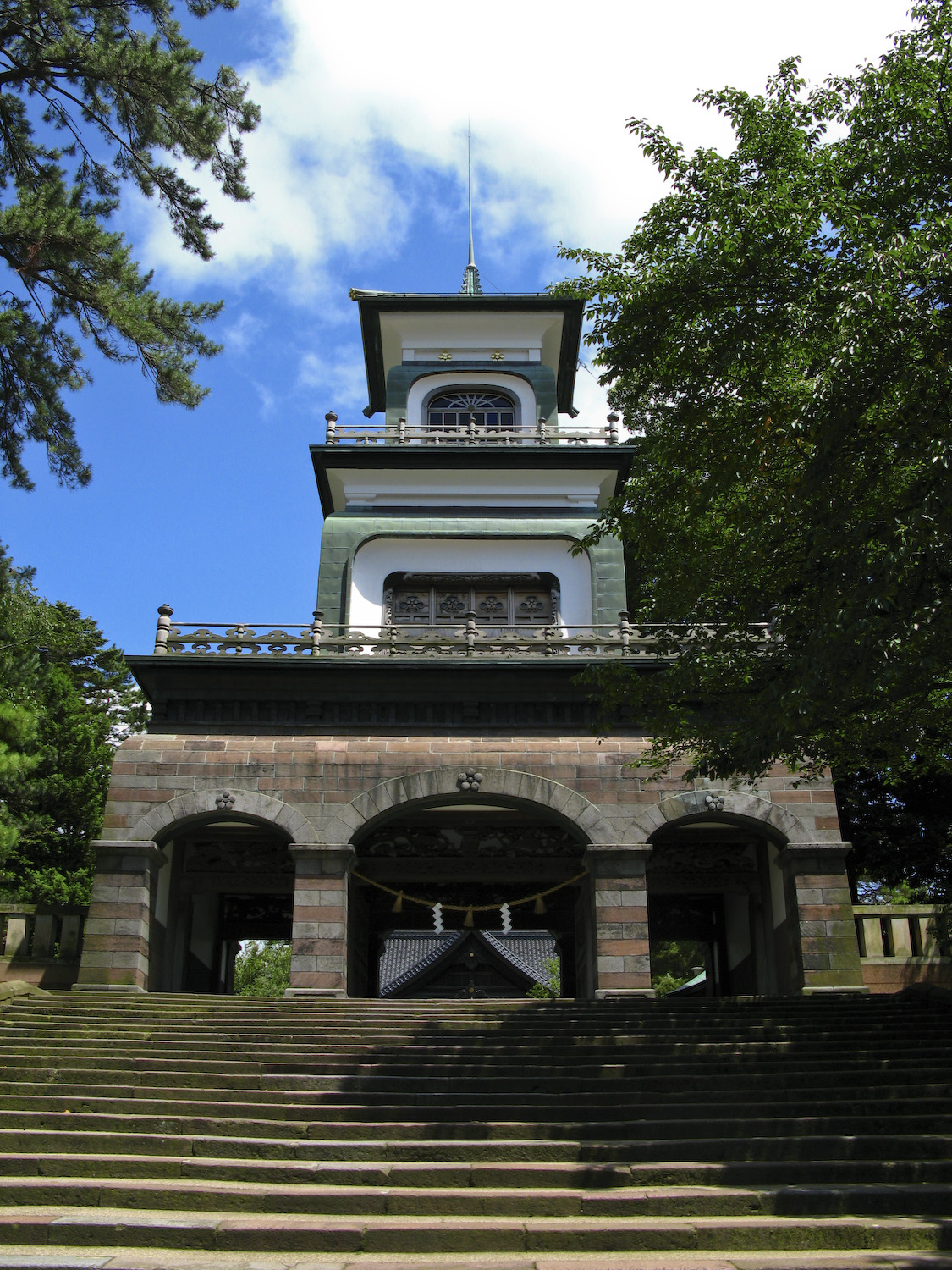
尾山神社神門
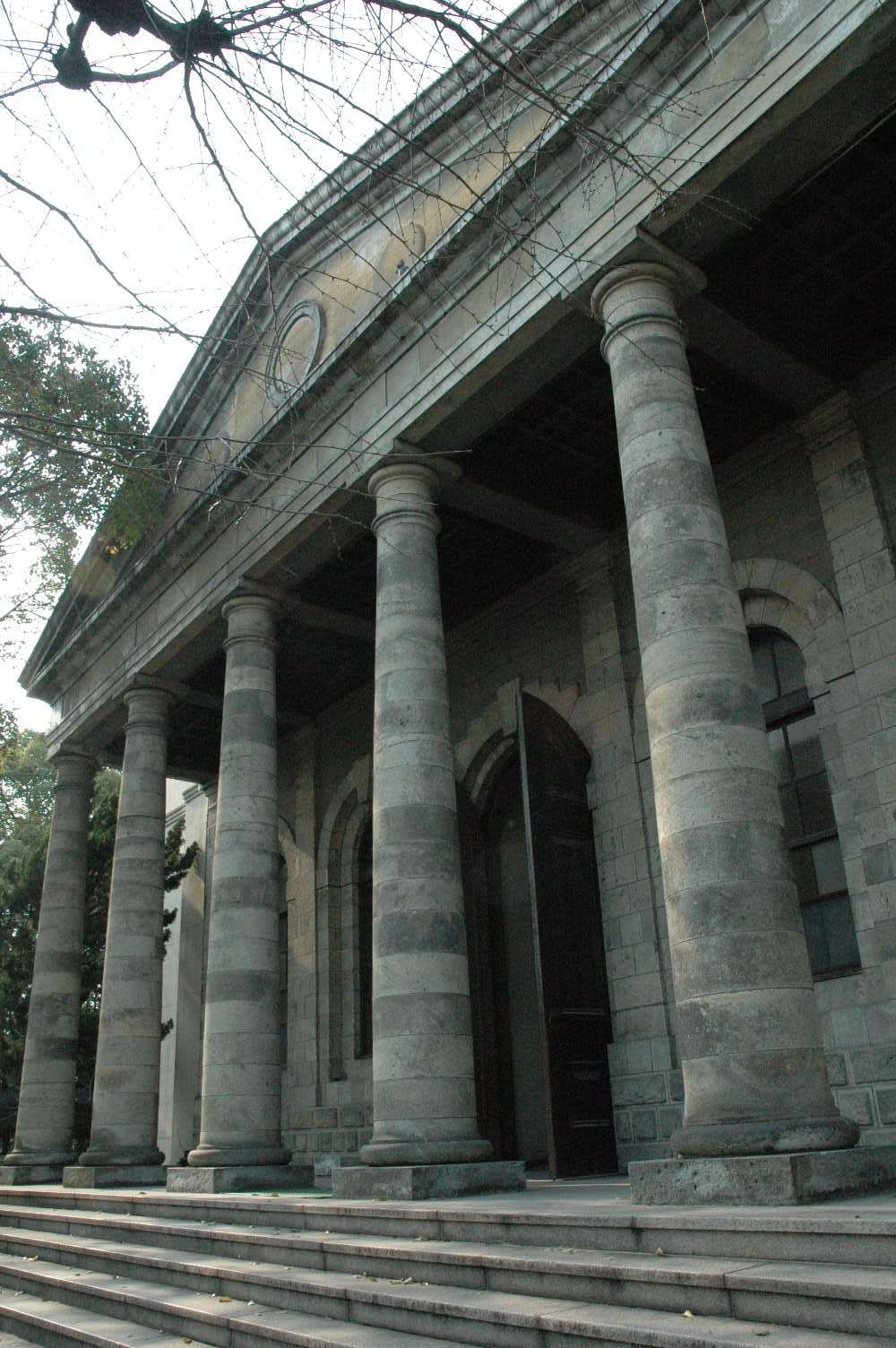
旧造幣寮鋳造所正面玄関
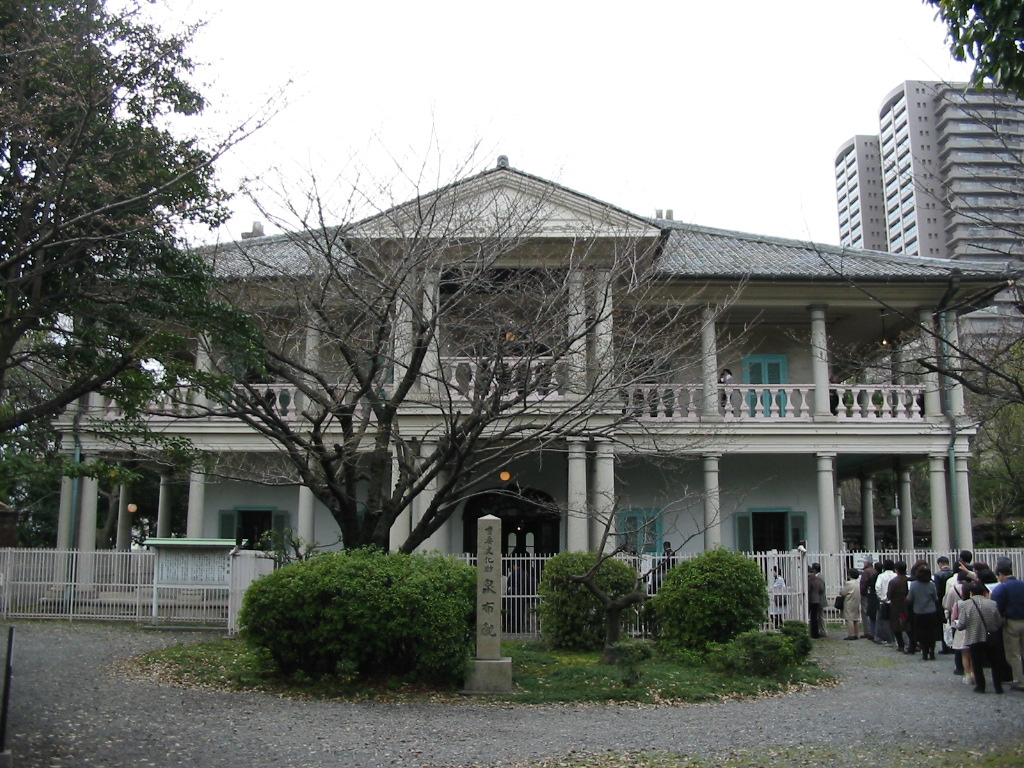
泉布観
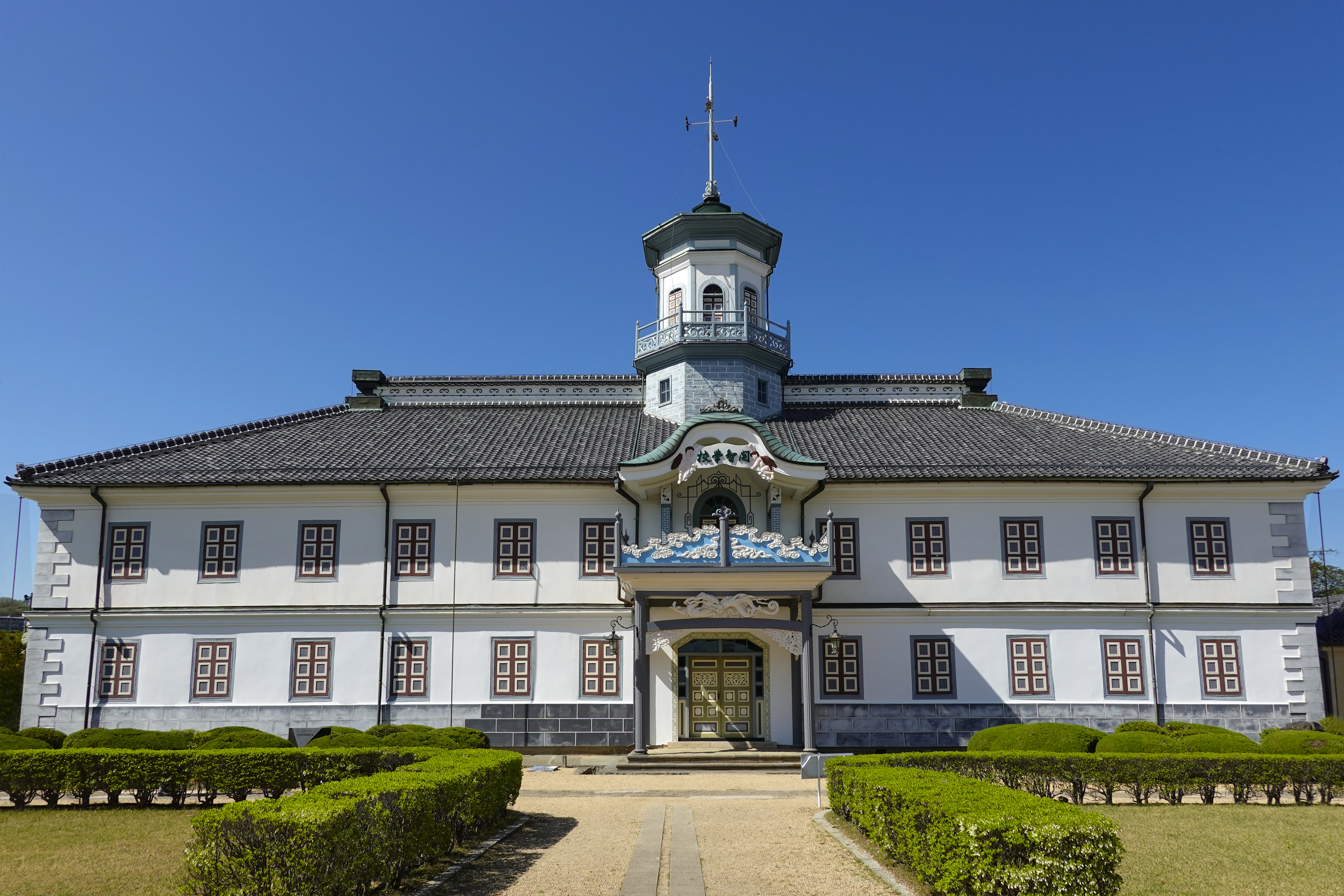
旧開智学校校舎
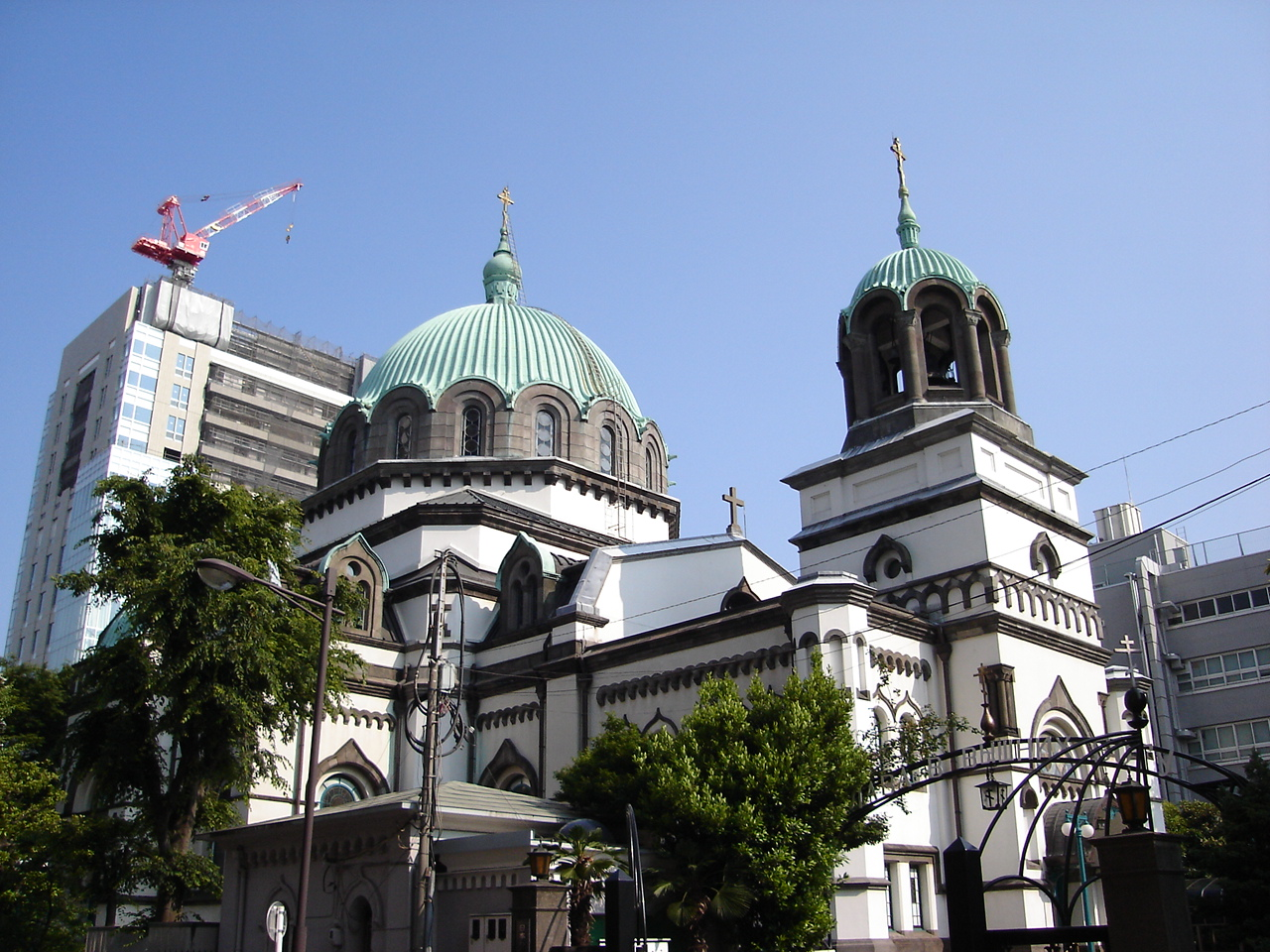
ニコライ堂
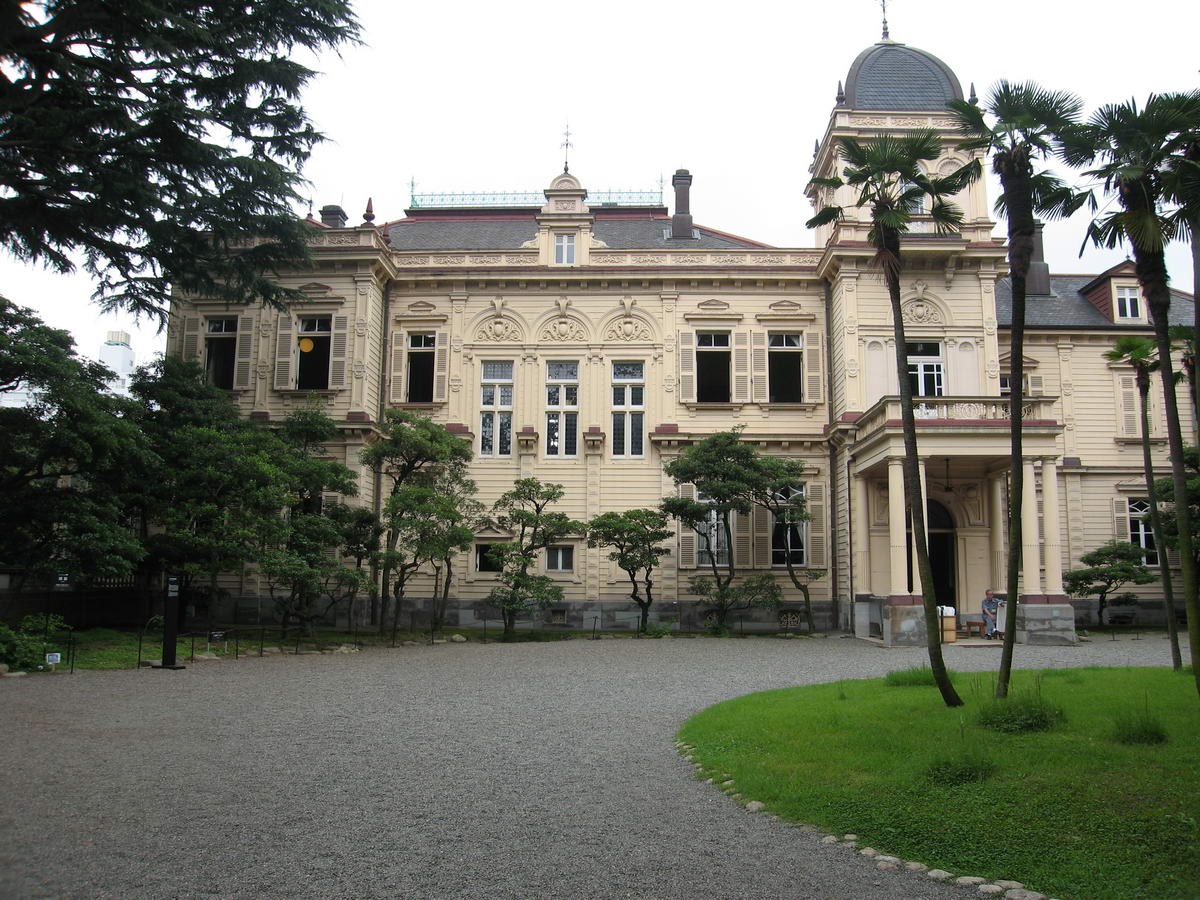
旧岩崎家住宅
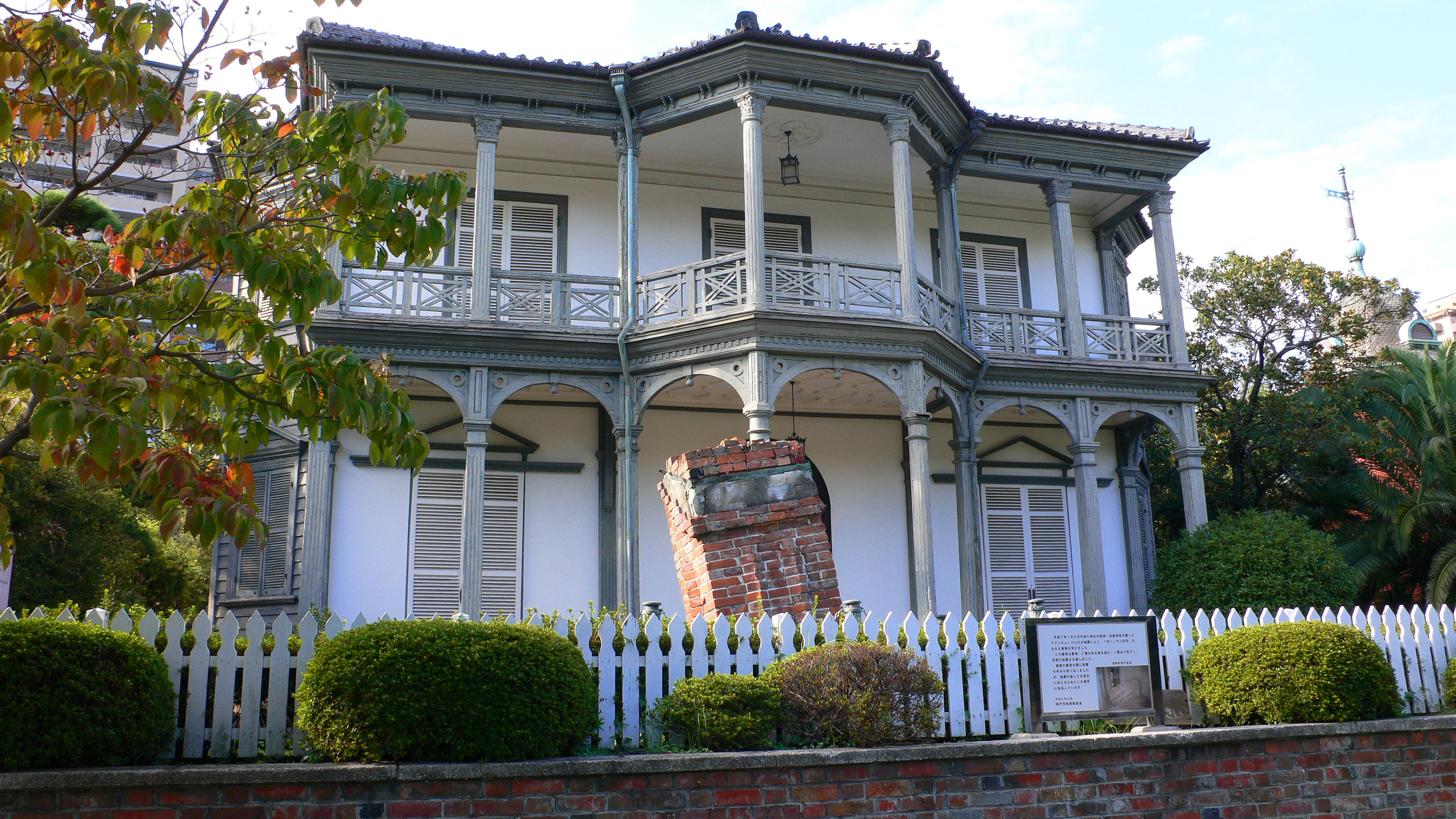
旧ハッサム住宅
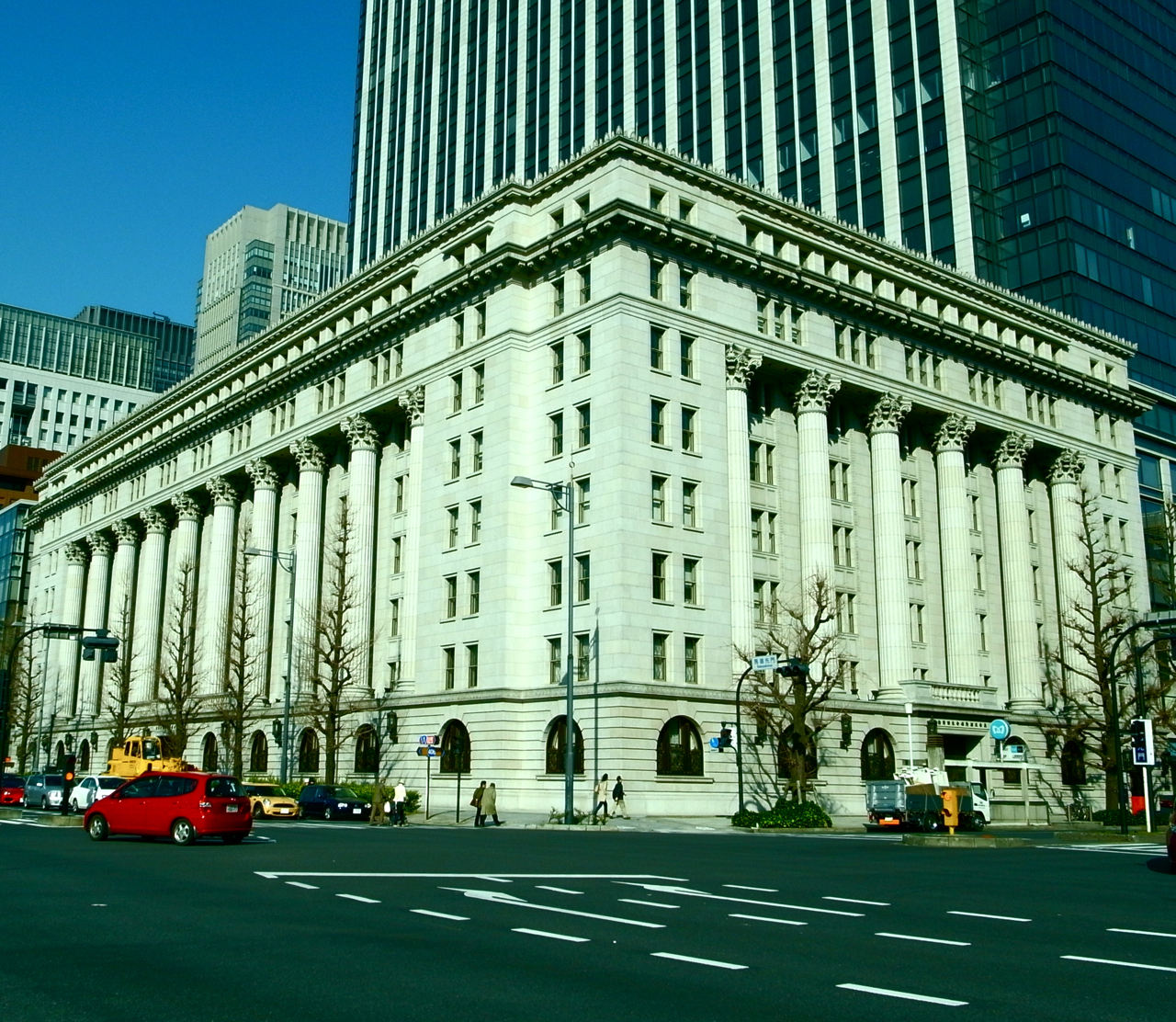
明治生命館

### 民家建築の指定
農家、漁家、町屋などの民家建築が文化財として着目されるようになったのは、太平洋戦争後である。高度経済成長による日本人の生活様式の変化に伴い、伝統的な民家が急速に姿を消し始めた1960年代から民家の重要文化財指定が積極的に推進されるようになった。その魁として、1955年（昭和30年）から東京大学工学部建築学科による町屋調査を経て、1957年（昭和32年）6月18日に棟札とともに国の重要文化財に指定された奈良県橿原市今井町の今西家住宅が文化財保護法により根本修理に着手することとなり、奈良県教育委員会が今西家から委託を受けて1961年（昭和36年）3月に起工し、1962年（昭和37年）10月に竣工した。同建物は日本民家の一里塚と言われるほどの貴重な建物で、破損と傾斜が著しく倒壊を町屋調査によって救えた好例である。
なお、第二次大戦終戦以前に国の指定を受けていた民家は大阪府羽曳野市の吉村家住宅（1937年指定）と京都府京都市の小川家住宅（通称・二条陣屋、1944年指定）のわずか2件のみであった。

### 建造物と土地の一体指定
1975年（昭和50年）の文化財保護法改正により、建造物とともにその所在する土地を重要文化財に指定することができるようになった。同法第2条第1項第1号には建造物らのものと「一体をなしてその価値を形成している土地その他の物件」が重要文化財指定の対象である「有形文化財」の概念に含まれることが明記された。この規定に基づく「土地」の重要文化財指定は1976年（昭和51年）に初めて行われ、民家の建物とともにその敷地が重要文化財に指定された。民家の重要文化財指定に際して「土地」を併せて指定するということには民家の母屋のみならず、門、塀、蔵、井戸、祠等の付属建物、石垣、水路、庭園、堀等の工作物、さらには宅地、山林などを併せて指定することによって、屋敷構え全体の保存を図ろうとする意図がある。なお、建造物とともに土地が重要文化財に指定されているケースは民家のほか、社寺や近代建築にもある。

### 歴史資料の指定

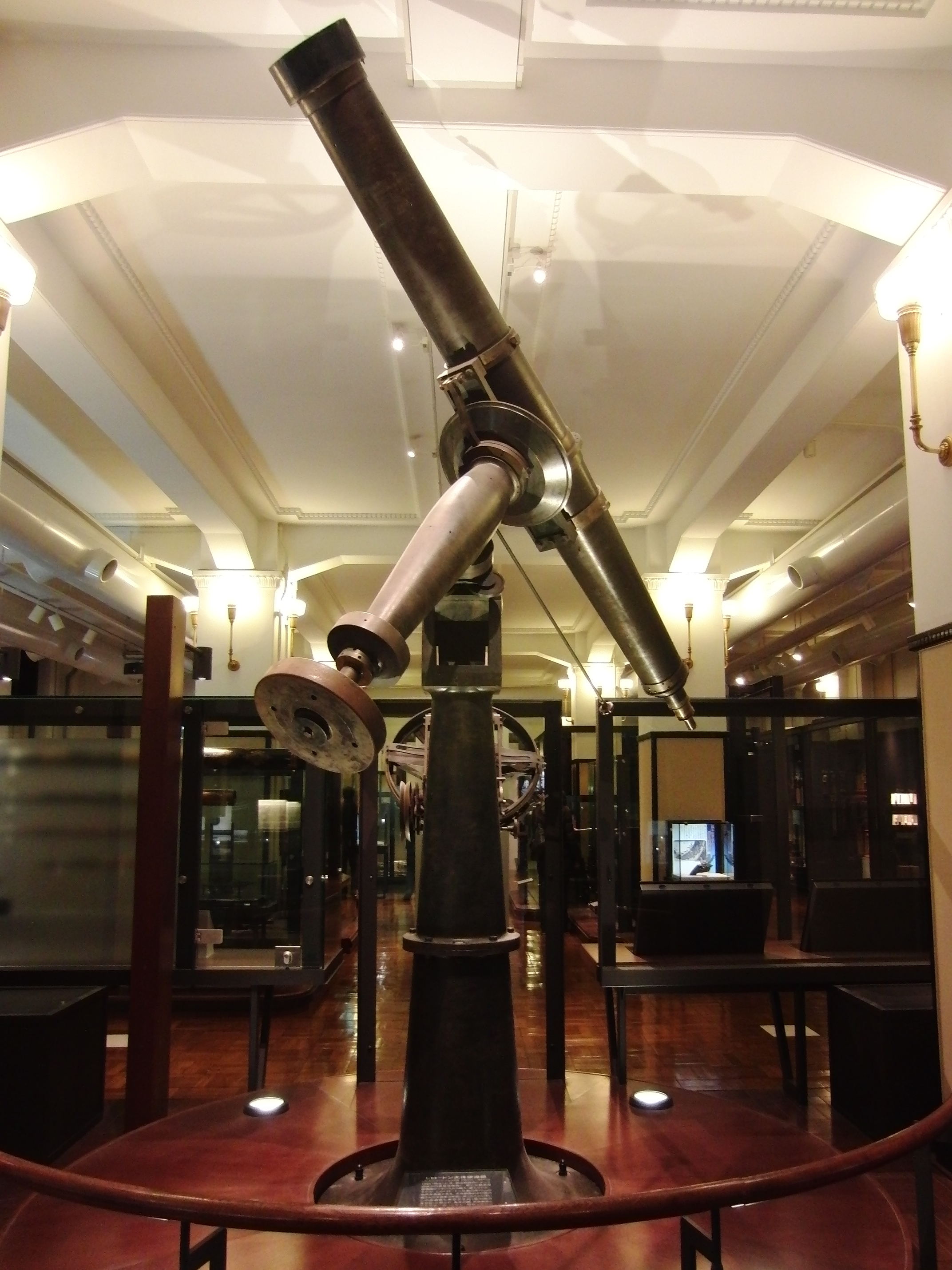
歴史資料 科学技術関係の例 天体望遠鏡（八インチ屈折赤道儀） 国立科学博物館蔵

1975年（昭和50年）の文化財保護法改正により、新たな指定分野として「歴史資料の部」が新設された。「歴史資料の部」の重要文化財新規指定は1977年（昭和52年）に初めて行われ、この時は「長崎奉行所キリシタン関係資料」（東京国立博物館）と「春日版板木」（奈良市・興福寺）の2件が指定された。なお、従来「絵画」「書跡・典籍」等として重要文化財に指定されていた物件で「歴史資料の部」に移されたものもある。一例を挙げると、仙台市博物館保管の「慶長遣欧使節関係資料」は1966年（昭和41年）に「絵画の部」の重要文化財に指定されていたが上述の文化財保護法改正に伴って「歴史資料の部」に移され、2001年（平成13年）に歴史資料としては最初の国宝指定を受けている。
歴史資料として指定を受けているものには政治家、学者などの歴史上の人物に関する一括資料、古写真やその原板、古地図、古活字、科学技術関係資料、産業関係資料などさまざまなものがある。人物関係資料としては高野長英、間宮林蔵、坂本龍馬、大久保利通、岩倉具視などの一括資料がある。科学技術関係では平賀源内のエレキテル、初期の天体望遠鏡、天球儀、モールス電信機、メートル原器などがある。産業関係では初期の印刷機、製紡機、鉄道車両などがある。

### 三の丸尚蔵館収蔵品の指定
従来は、文化財保護法の対象外であった宮内庁が管理する皇室関係文化財は、国宝と重要文化財に指定されることはなかった。その最初の例外は正倉院の建物で、「古都奈良の文化財」の世界遺産登録を期に1997年（平成9年）に「正倉院正倉 1棟」として国宝に指定された。これは世界遺産登録の前提条件として登録物件が所在国の法律により文化財として保護を受けていることが求められるため、例外的措置として指定されたものであった（詳しくは正倉院#国宝指定の経緯の項を参照）。その後、2018年6月に宮内庁の有識者会議が「（国民に三の丸尚蔵館収蔵品の）価値を分かりやすく示すべきだ」と提言し、宮内庁が管理する三の丸尚蔵館収蔵品も国宝や重要文化財に指定されるように運用が改められることになった。その国宝指定第1弾として、2021年7月に、同館が収蔵する絵巻物の『蒙古襲来絵詞』と『春日権現験記絵巻』、狩野永徳の代表作『唐獅子図屏風』、明治時代に京都・相国寺から宮内省が買い上げた伊藤若冲『動植綵絵』30幅、平安中期の書家小野道風の『屏風土代』の計5件が国宝に指定されるように文化審議会から文部科学大臣に答申され、同年9月30日に指定された。さらに2022年（令和4年）8月23日に宮内庁と文化庁は、三の丸尚蔵館を2023年10月に宮内庁から国立文化財機構に移管し、同機構を所管する文化庁が収蔵品の管理を行う体制に改めることを発表した。2022年11月には三の丸尚蔵館が収蔵する3件づつの文化財が新たに国宝と重要文化財として指定されるように答申されており、安土桃山時代の屏風である『南蛮人渡来図』と『世界図』、海野勝珉の『蘭陵王置物』の3件が三の丸尚蔵館収蔵品としての重要文化財指定第1号となった。

## 重要文化財の例

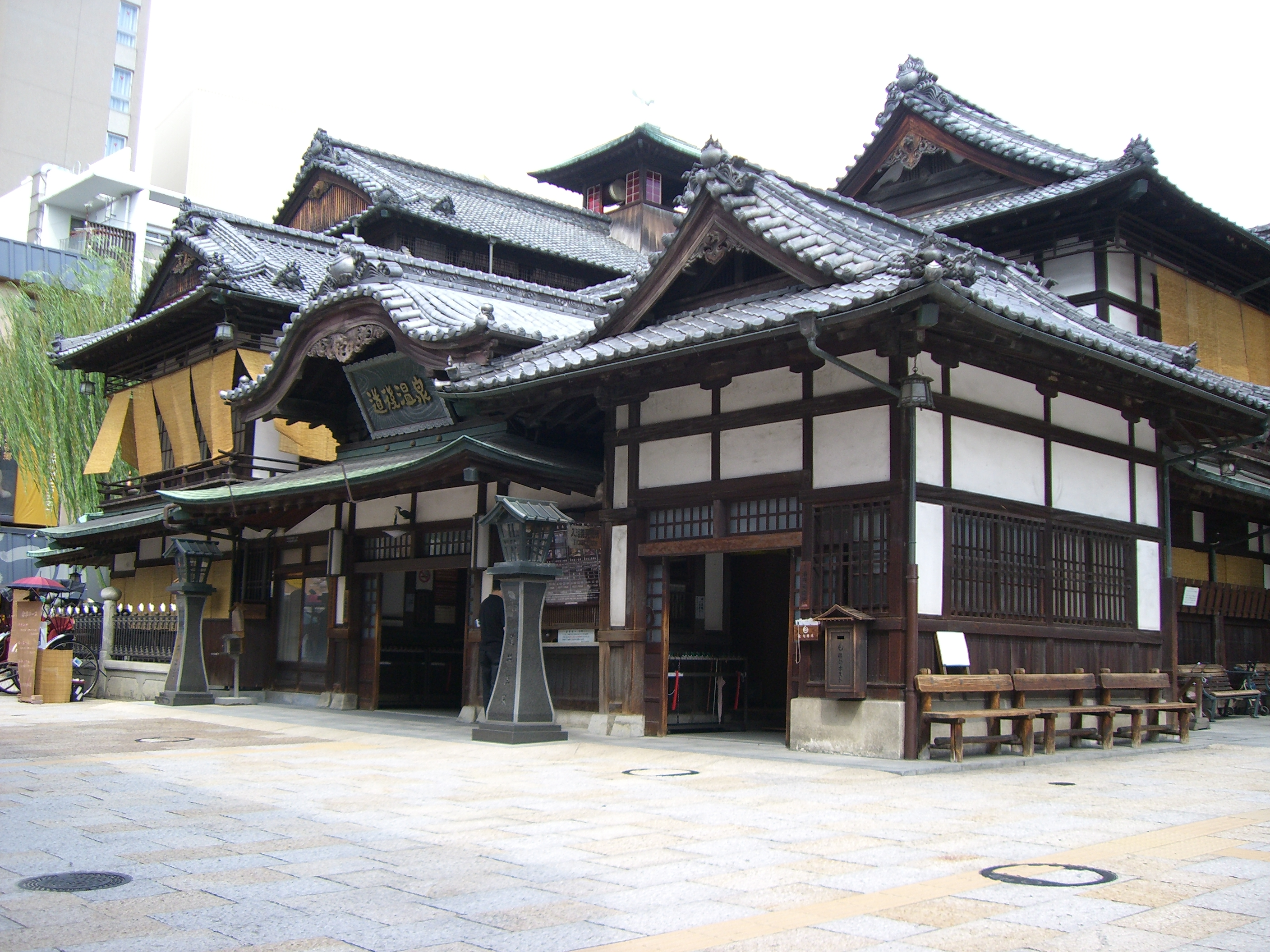
道後温泉本館（近代和風建築）
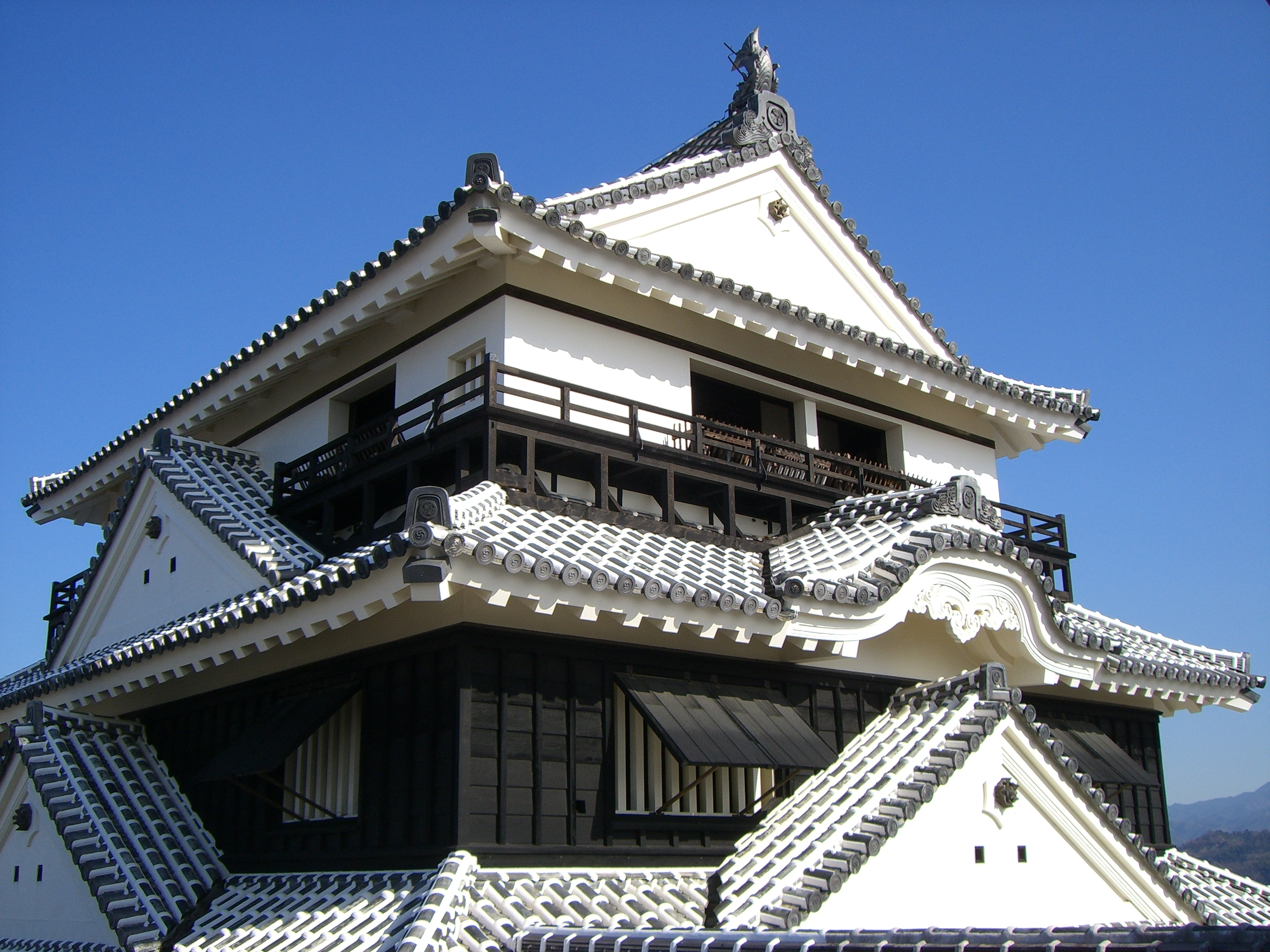
松山城（国の重要文化財及び史跡）
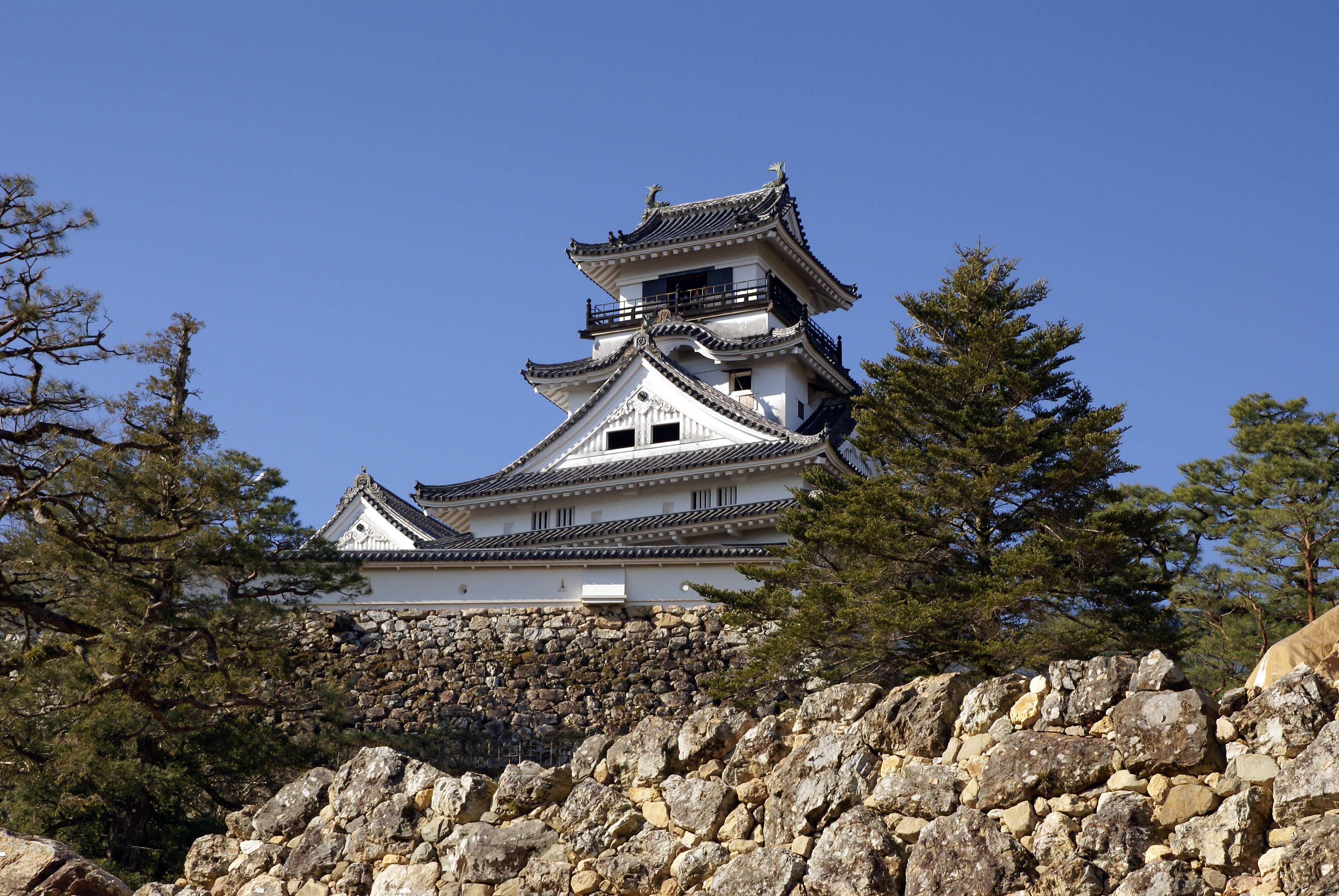
高知城（要文化財及び史跡）
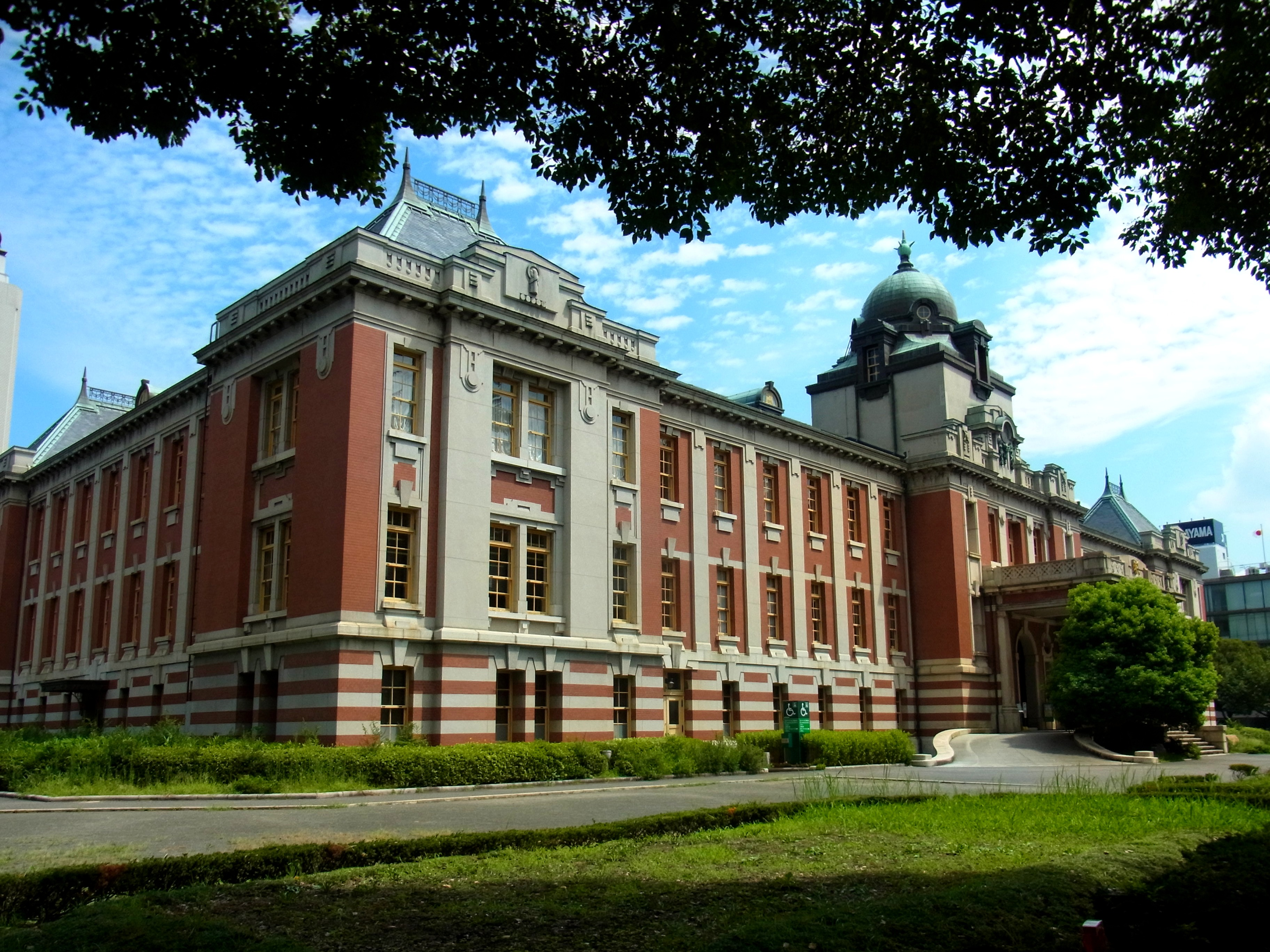
名古屋市市政資料館
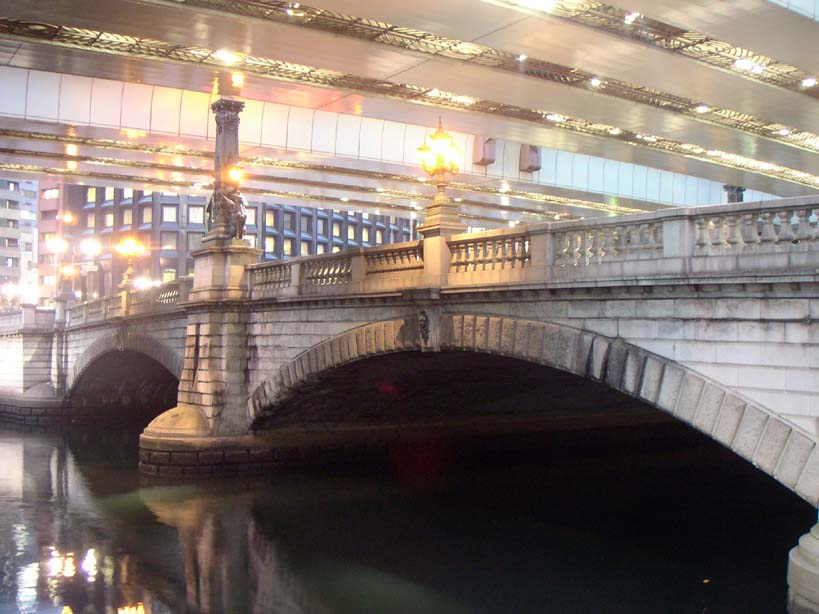
日本橋
酒井抱一 風雨草花図 東京国立博物館
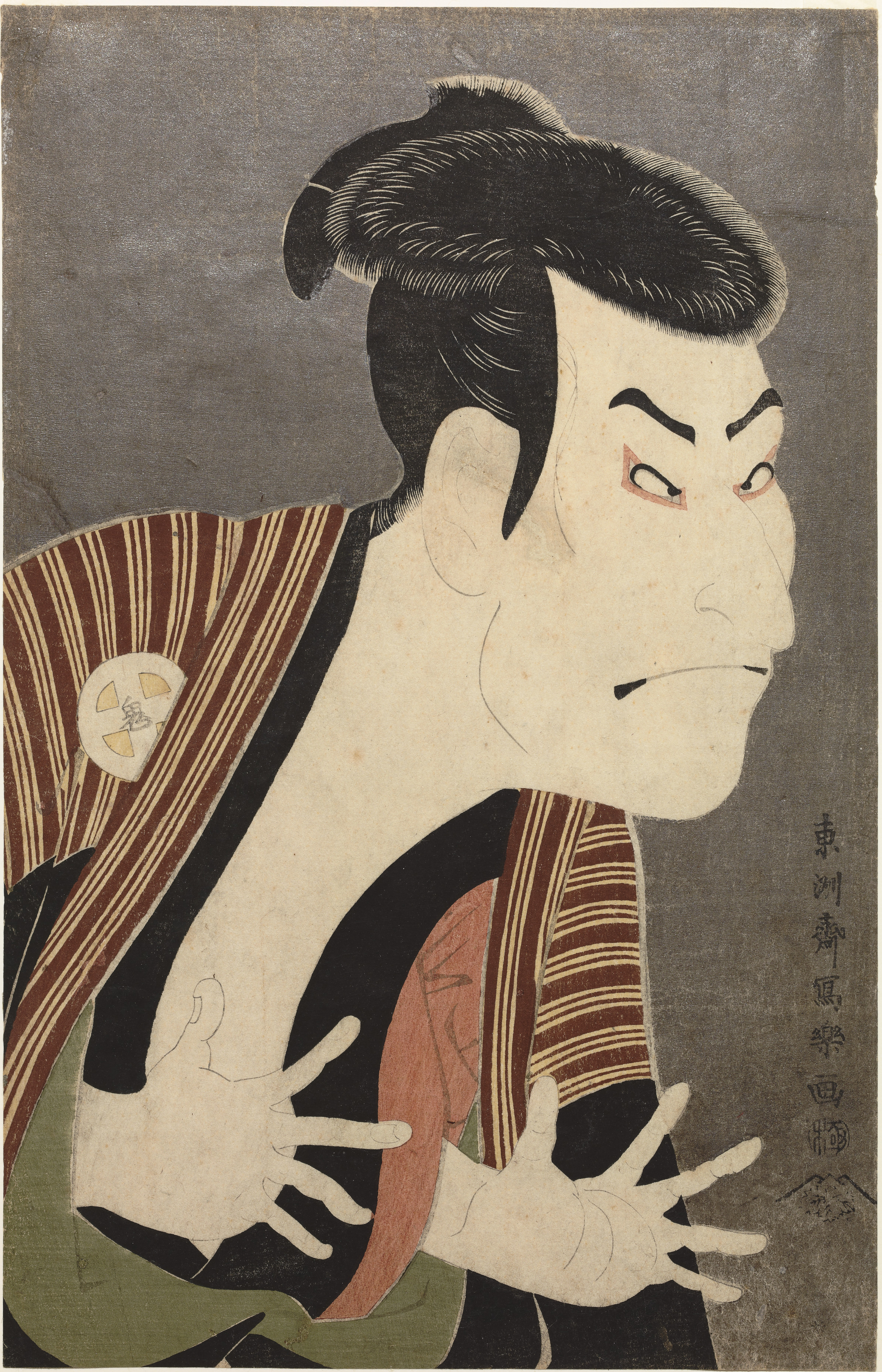
「江戸三座役者似顔絵」のうち三代目大谷鬼治の奴江戸兵衛 東洲斎写楽筆（版画） 江戸時代
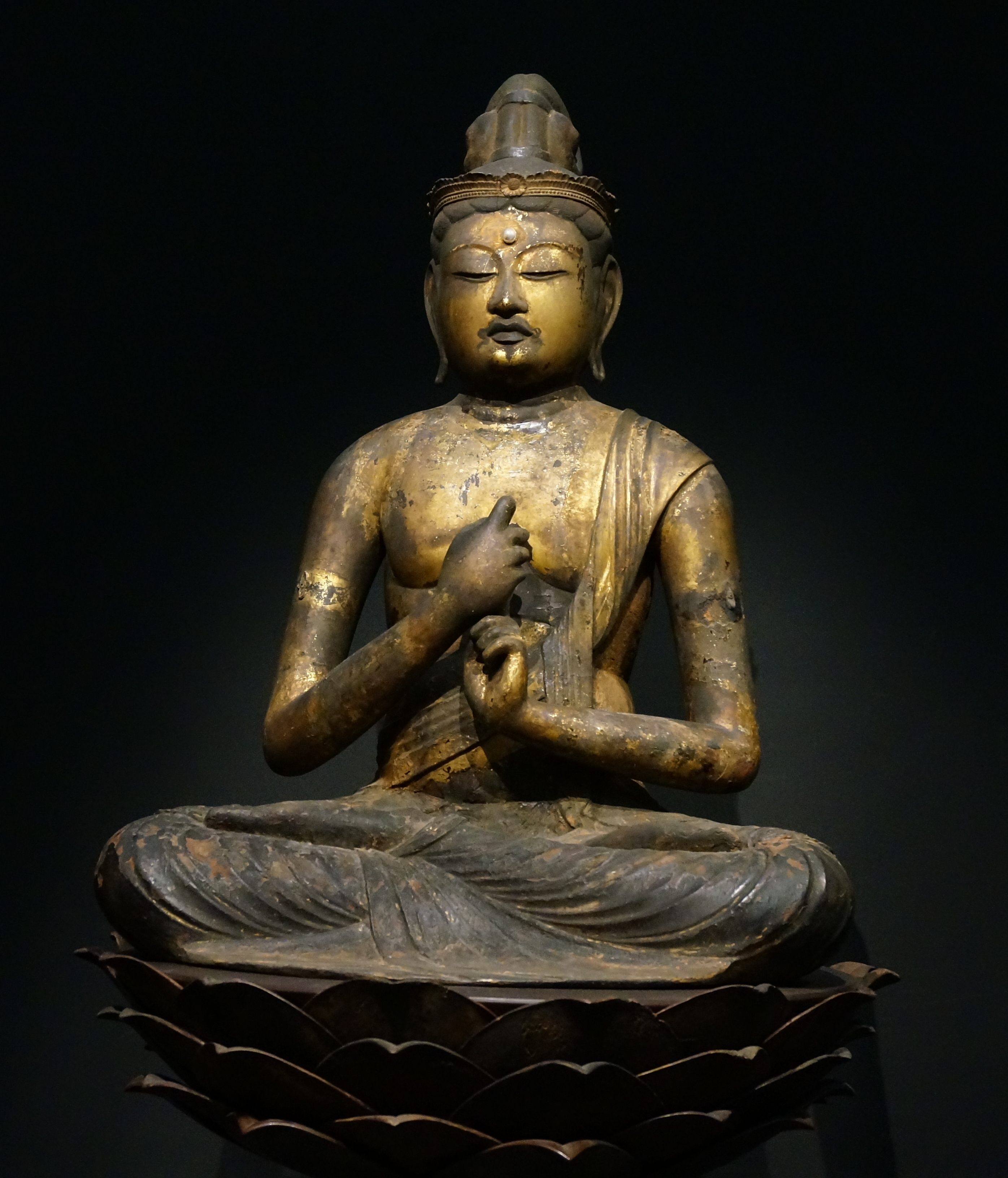
大日如来像 平安時代 東京国立博物館
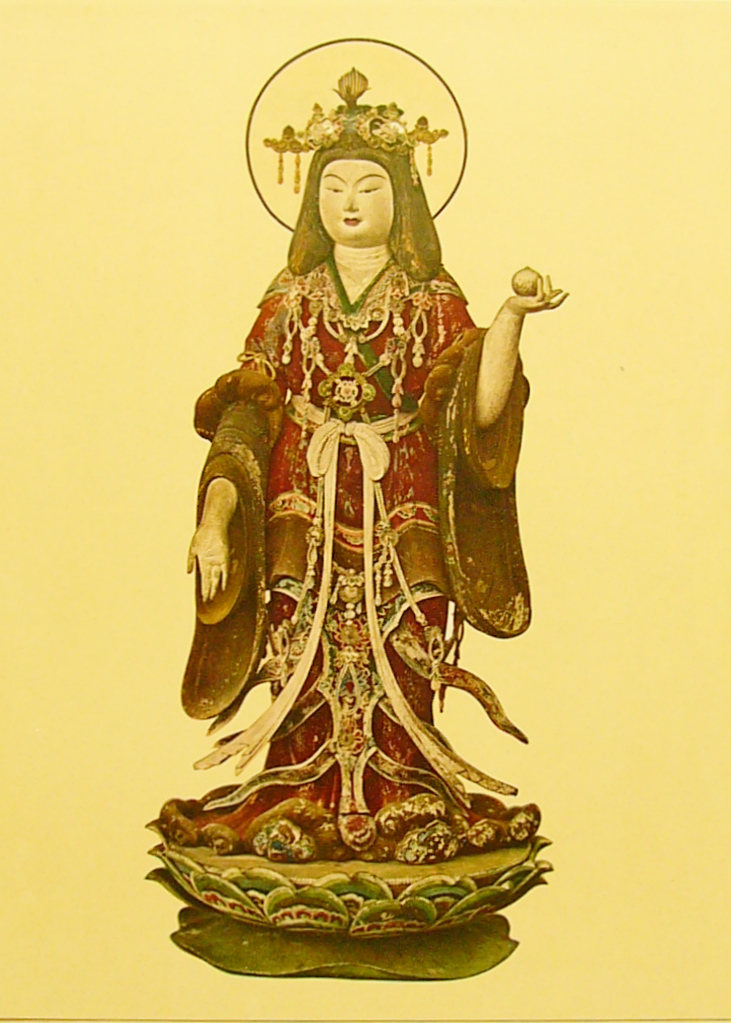
木造吉祥天立像 京都・浄瑠璃寺
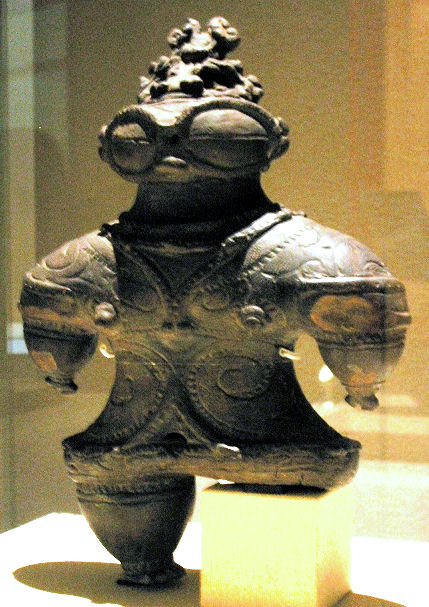
土偶（青森県亀ヶ岡遺跡出土）東京国立博物館
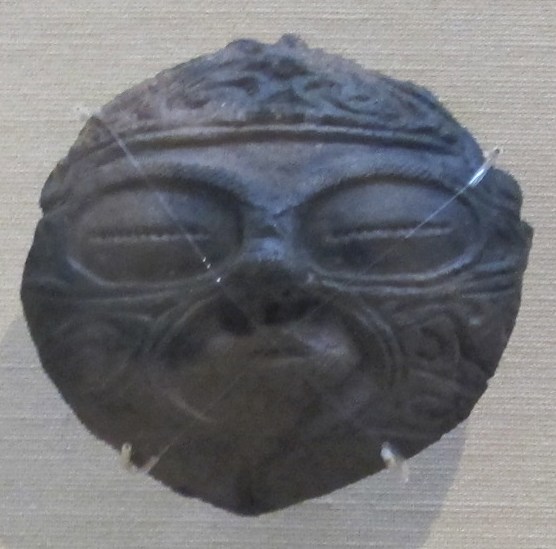
土面　青森県つがる市木造亀ケ岡出土 縄文時代
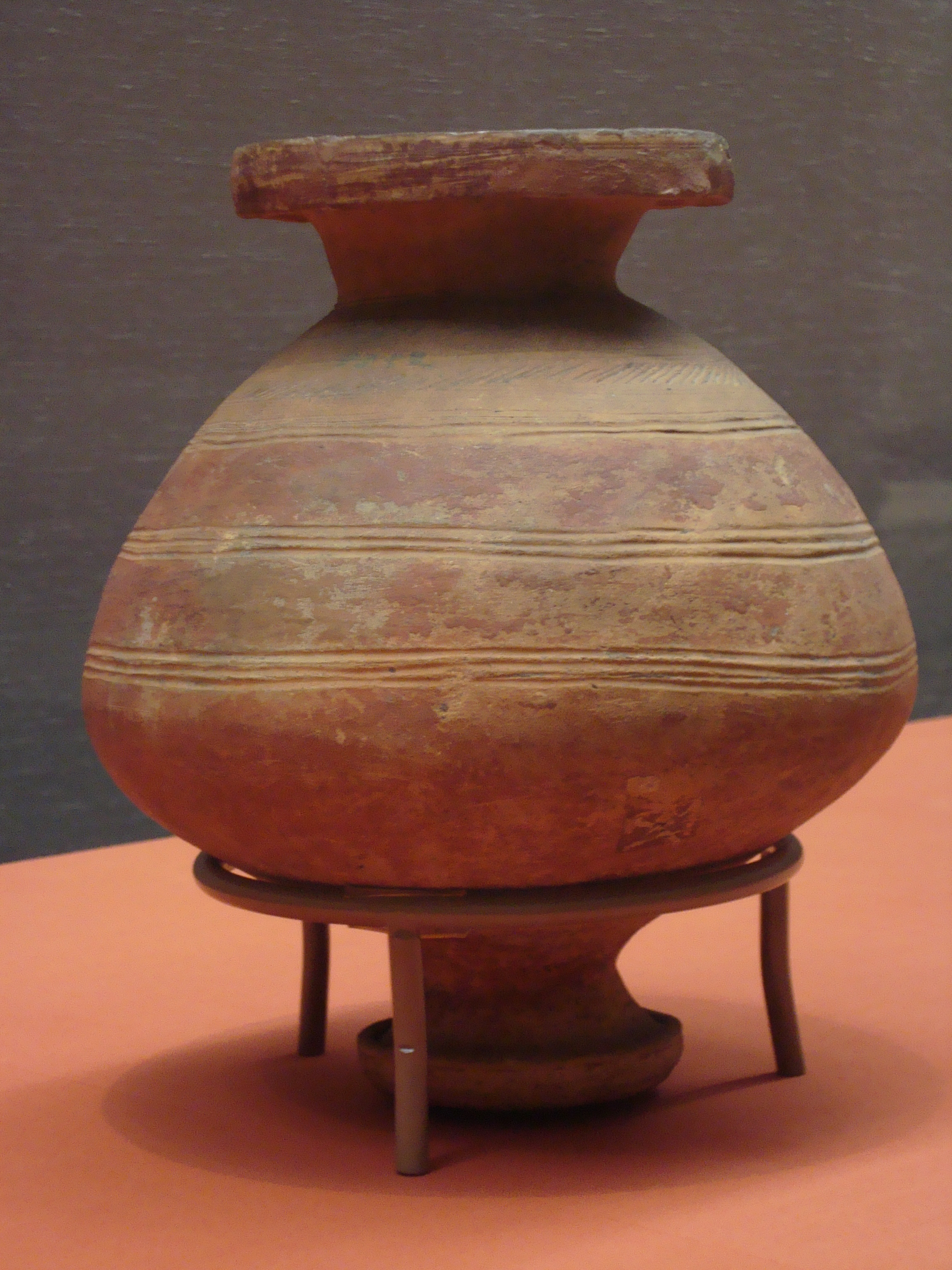
台付壺形土器 愛知県名古屋市熱田区高蔵町出土 弥生時代
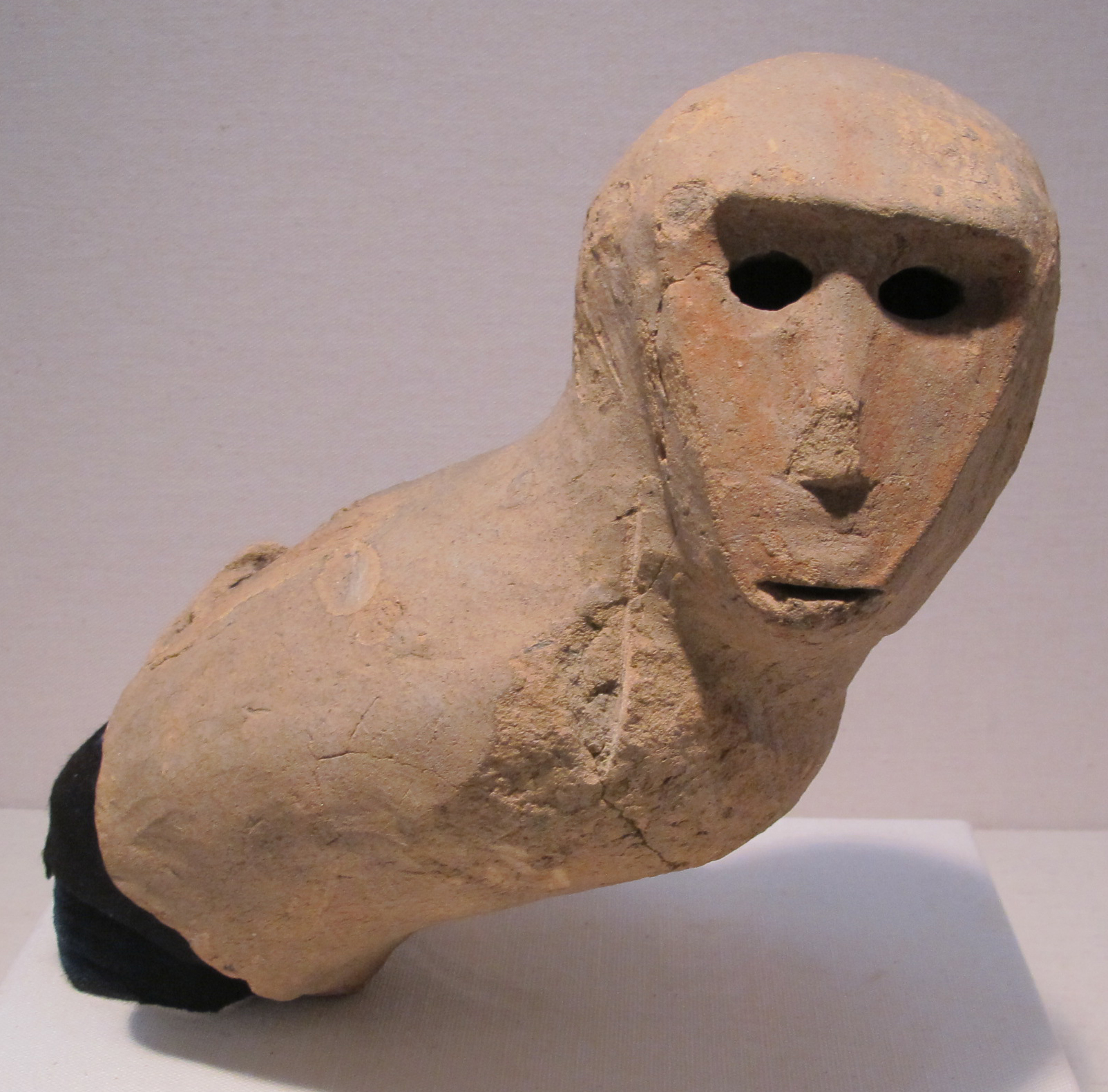
埴輪猿 茨城県行方市沖洲出土 古墳時代
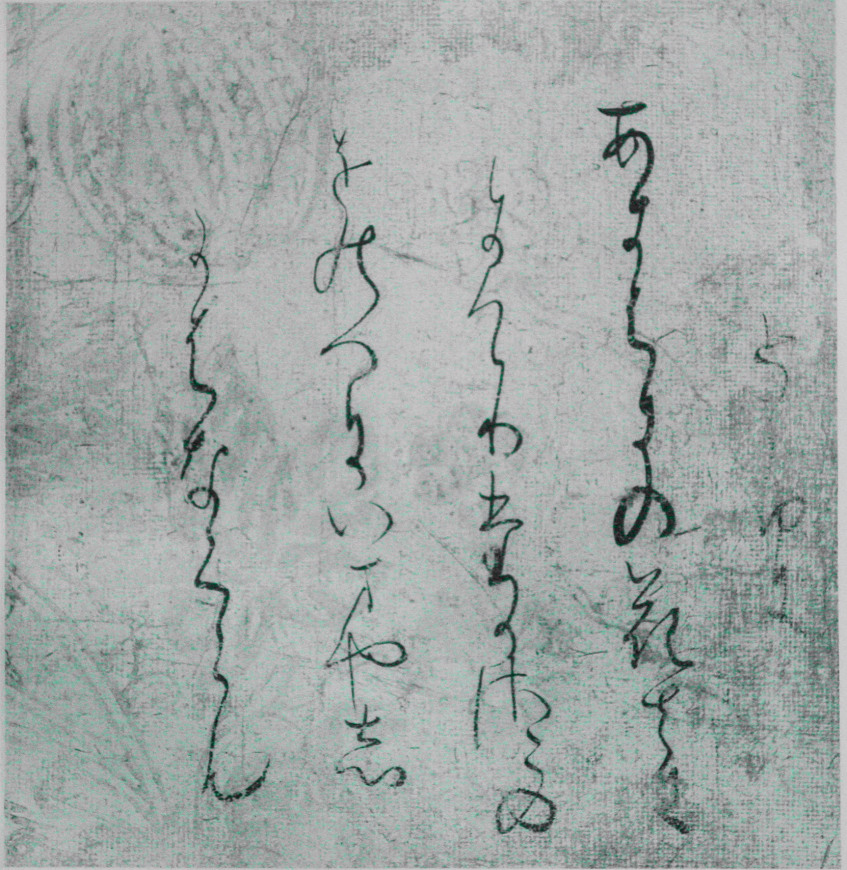
寸松庵色紙（あきはきの）平安時代
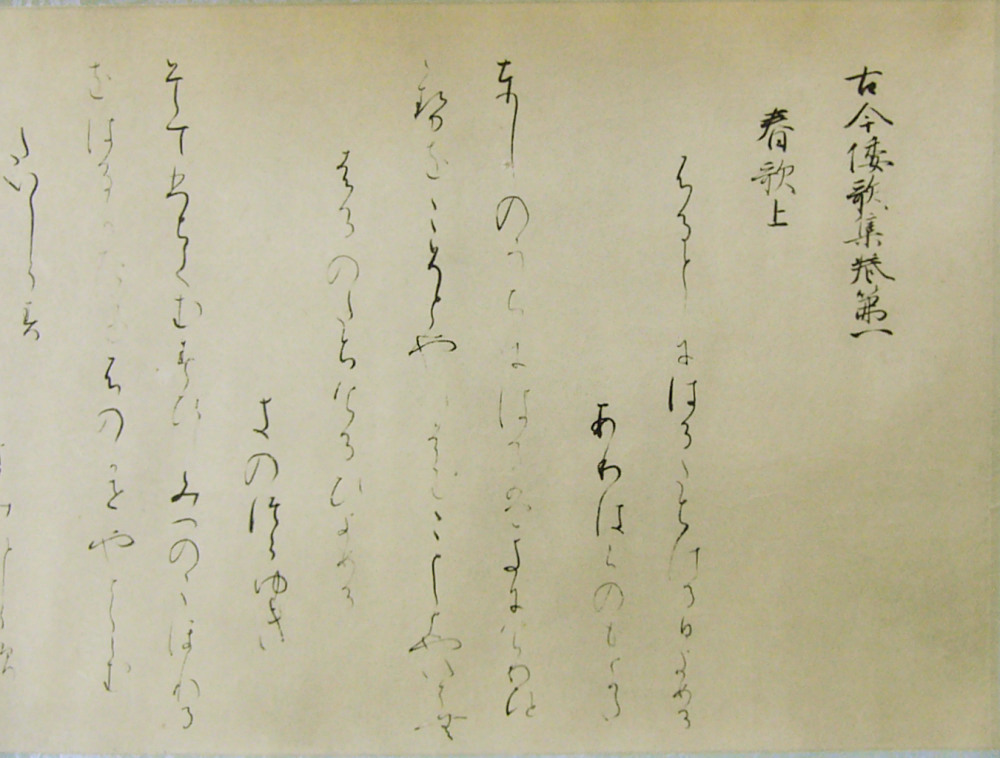
古今和歌集巻第一断簡（高野切）五島美術館
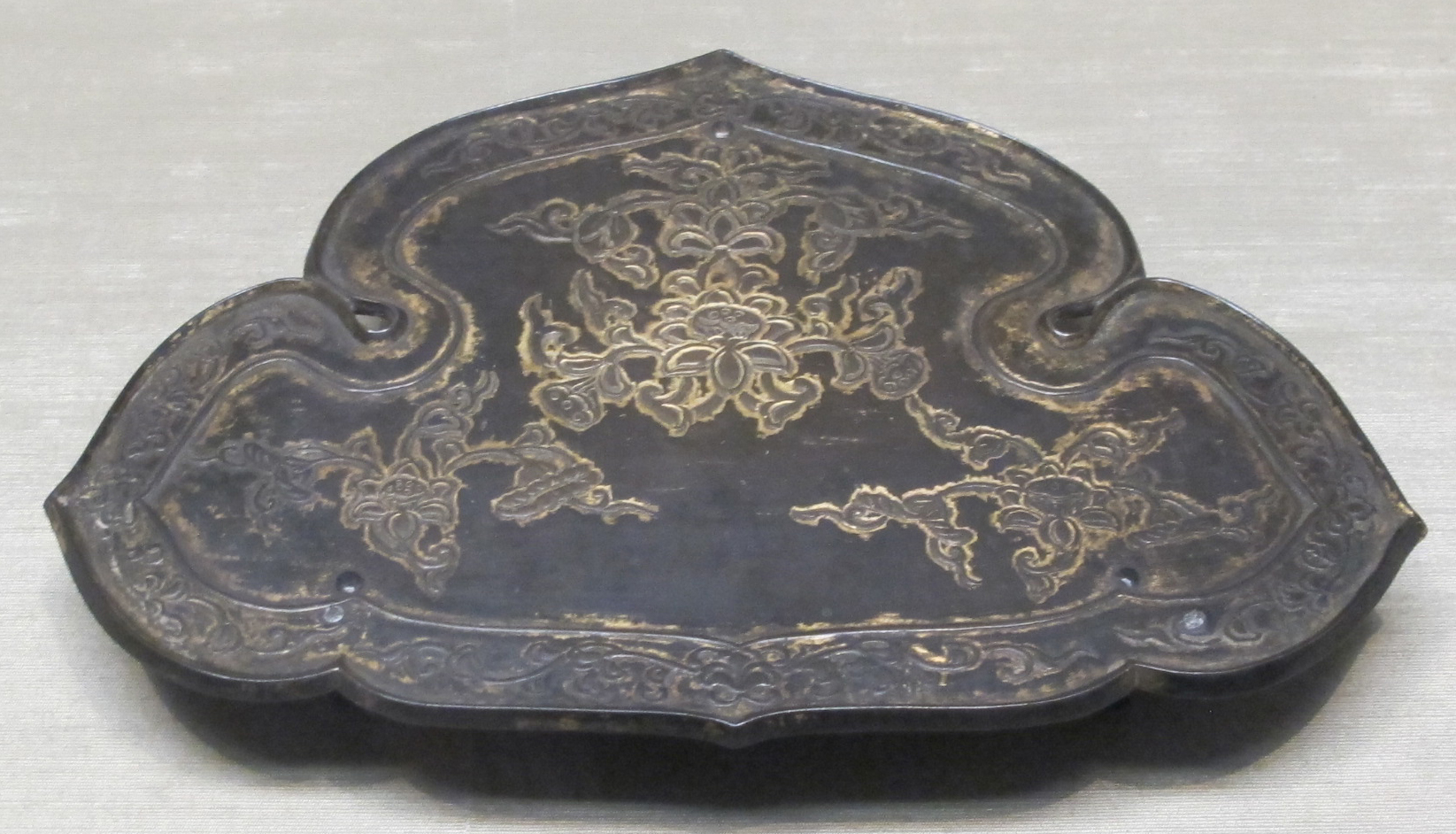
金銅金剛盤 平安時代
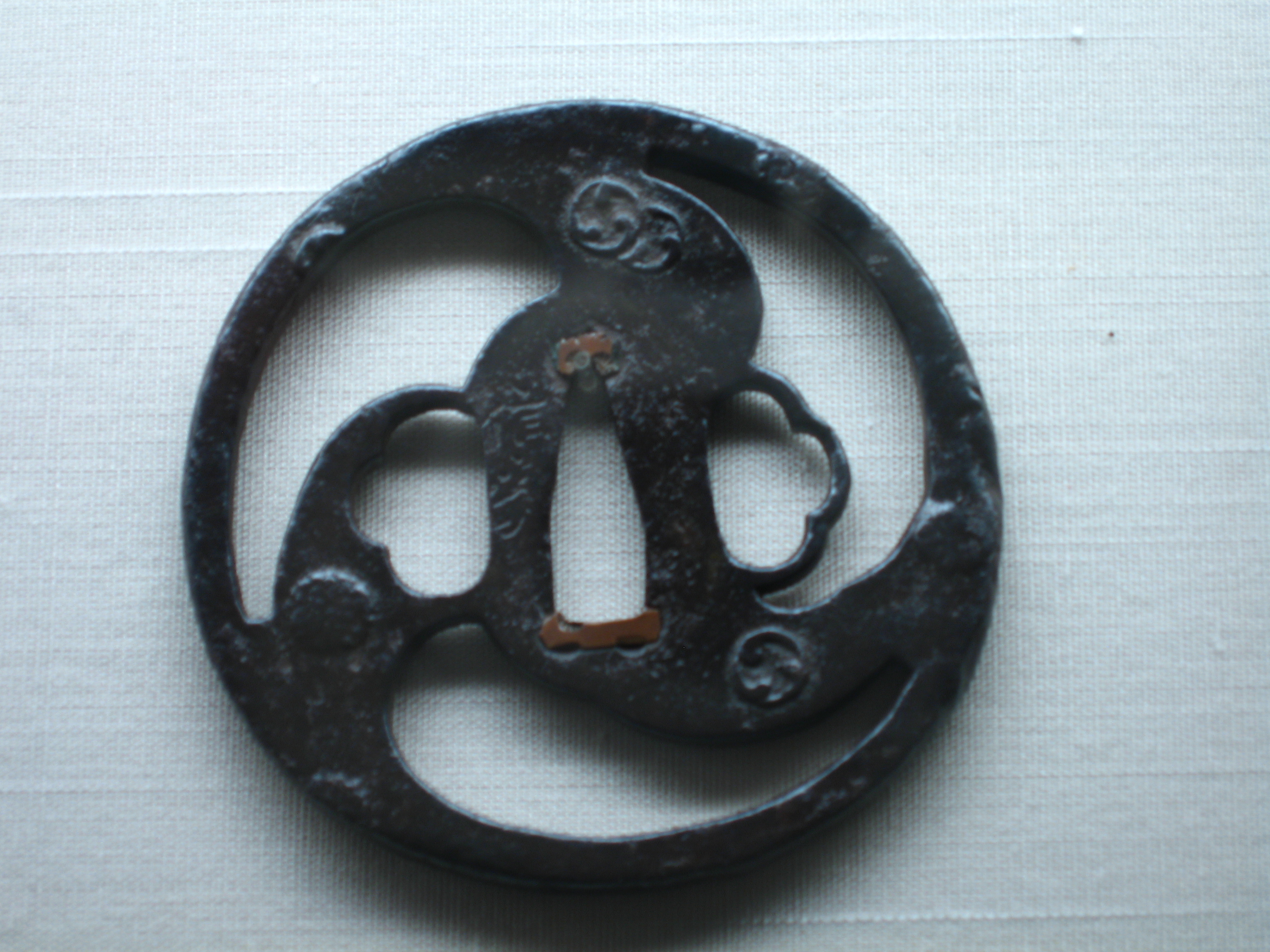
巴透鐔（ともえすかし つば）銘：信家 桃山時代
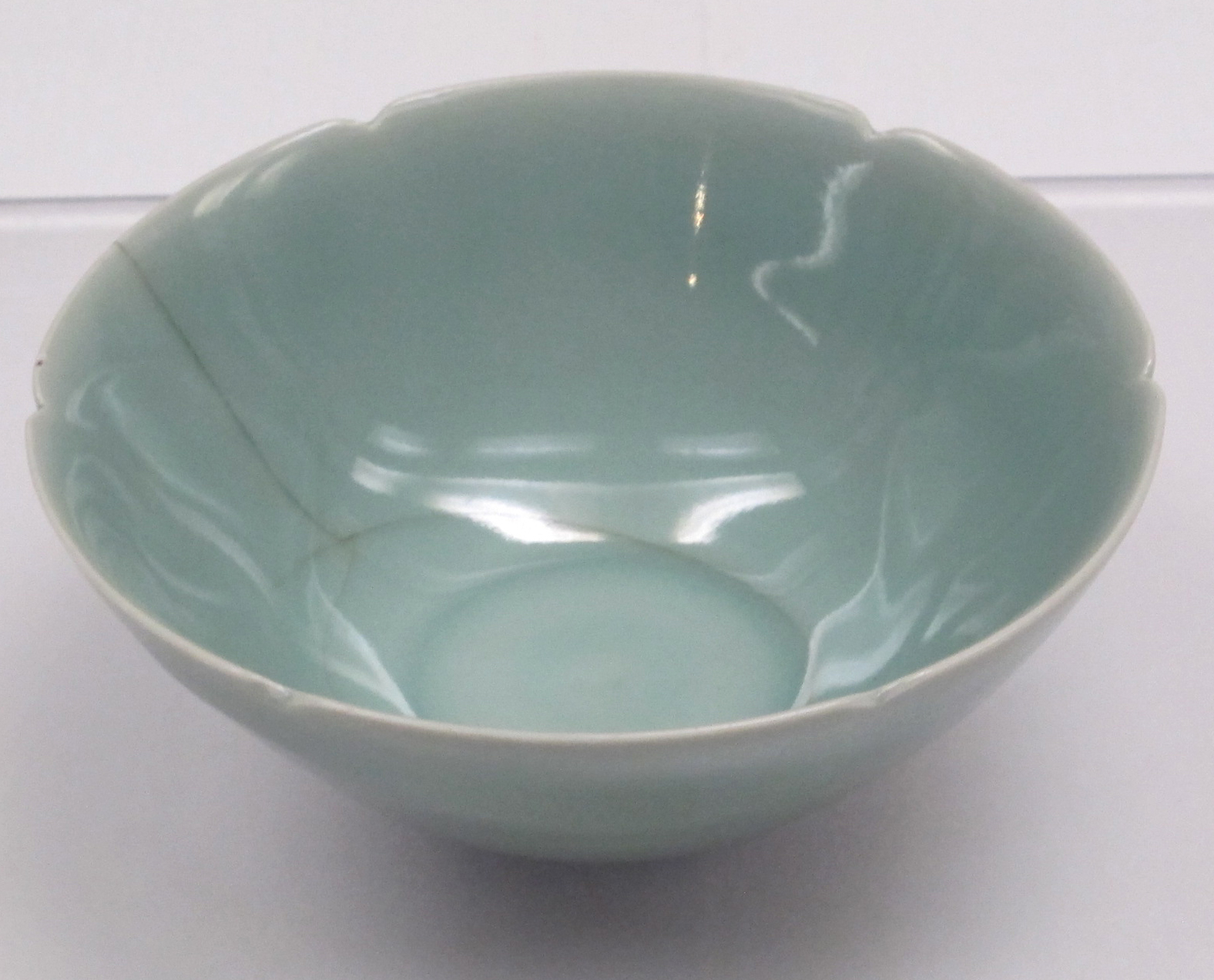
青磁茶碗（馬蝗絆） 南宋時代
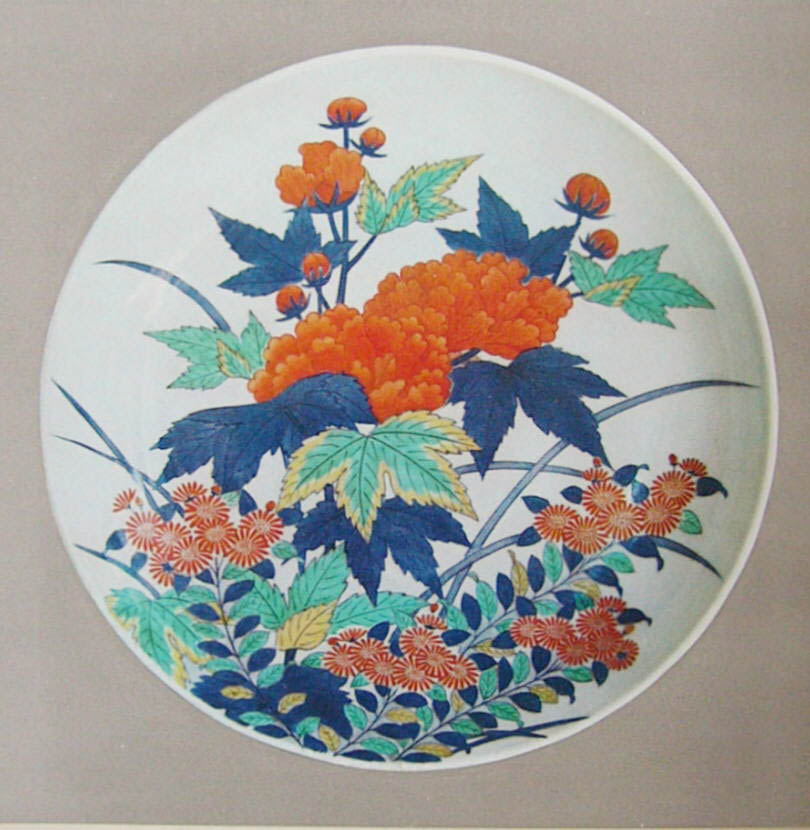
色鍋島芙蓉菊文皿 サンリツ服部美術館
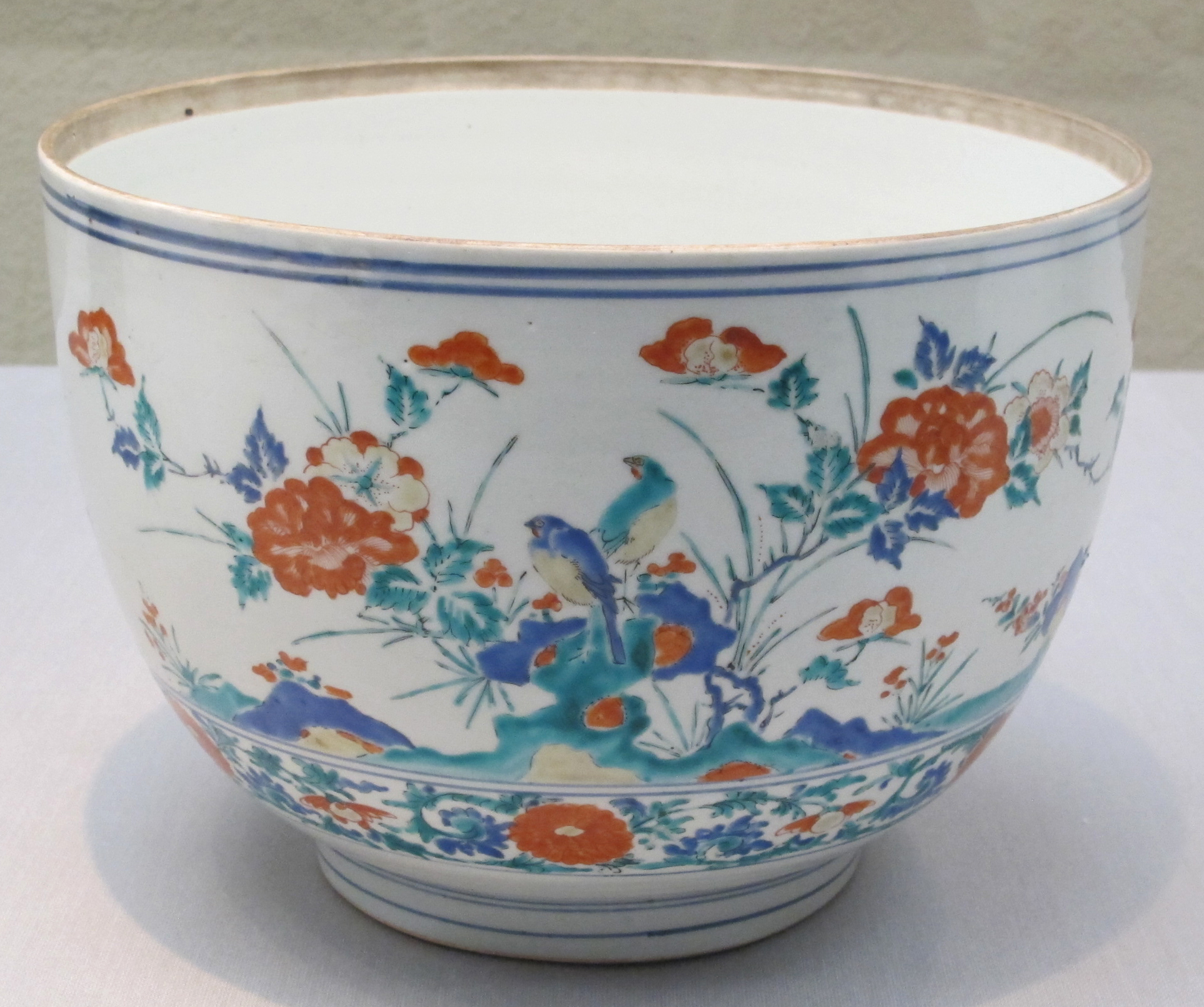
色絵花鳥文深鉢 伊万里焼・柿右衛門様式 江戸時代
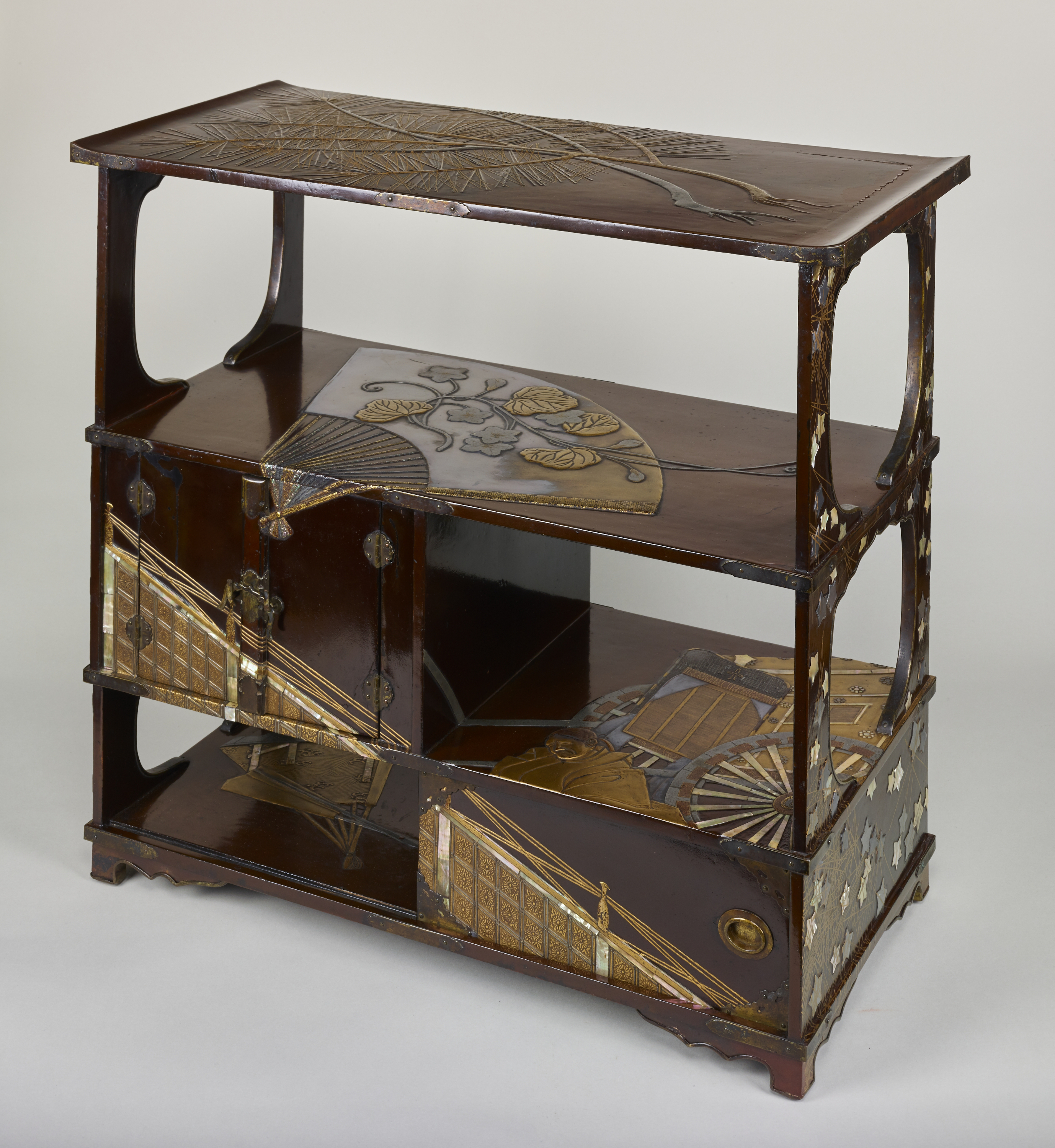
子日蒔絵棚（ねのひまきえ たな） 桃山時代
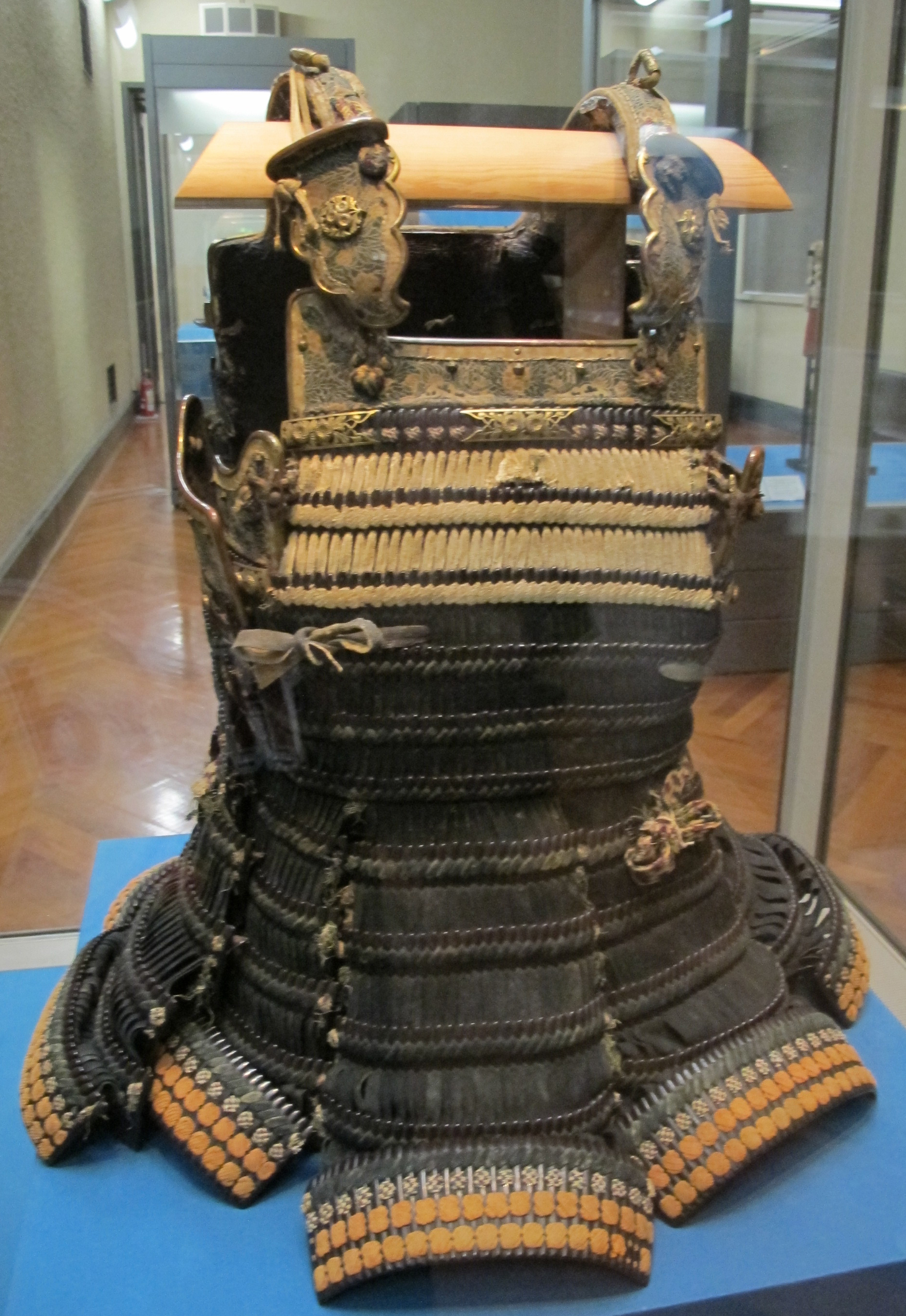
黒韋威肩白胴丸（くろかわおどしかたじろ どうまる） 南北朝時代
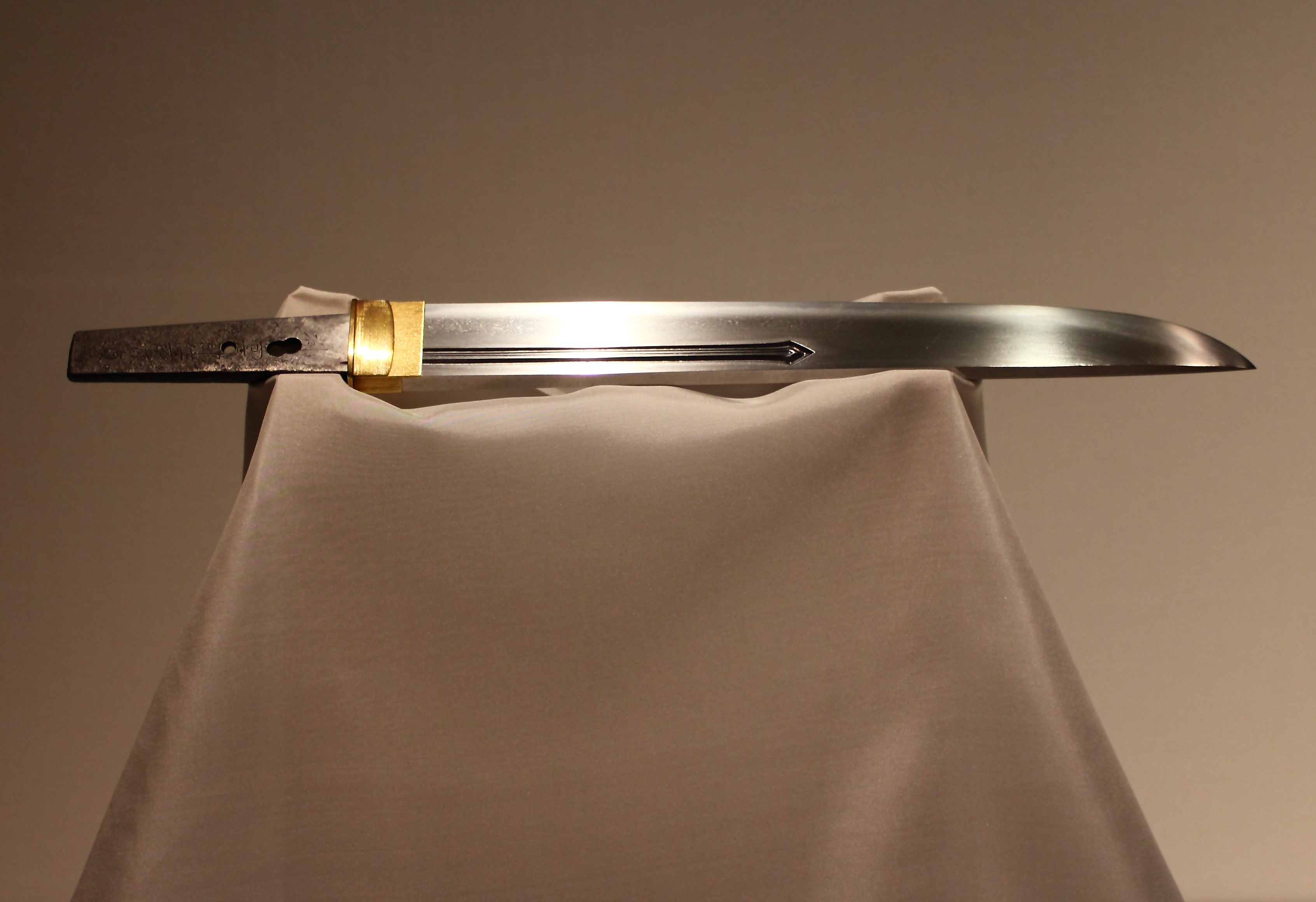
短刀 大和国保昌派 貞吉作 文保元年（1317年）